# Club Brugge in het seizoen 2015/16
Dit artikel beschrijft de prestaties van voetbalclub Club Brugge in het seizoen 2015/16.

## Spelerskern
| Nr.           | Naam               | Nationaliteit | Geboortedatum | Vorige club         |
| ------------- | ------------------ | ------------- | ------------- | ------------------- |
| Keepers       |                    |               |               |                     |
| 1             | Ludovic Butelle    | Frankrijk     | 03-04-1983    | Angers              |
| 16            | Sébastien Bruzzese | België        | 01-03-1989    | Zulte Waregem       |
| 27            | Michaël Cordier    | België        | 27-03-1984    | KVC Westerlo        |
| 38            | Sinan Bolat        | Turkije       | 03-09-1988    | FC Porto            |
| Verdedigers   |                    |               |               |                     |
| 2             | Davy De fauw       | België        | 08-07-1981    | Zulte Waregem       |
| 5             | Benoît Poulain     | Frankrijk     | 27-05-1987    | KV Kortrijk         |
| 19            | Thomas Meunier     | België        | 12-09-1991    | Excelsior Virton    |
| 21            | Dion Cools         | België        | 04-06-1996    | Oud-Heverlee Leuven |
| 24            | Stefano Denswil    | Nederland     | 07-05-1993    | Ajax                |
| 28            | Laurens De Bock    | België        | 07-11-1992    | KSC Lokeren         |
| 40            | Björn Engels       | België        | 15-09-1994    | /                   |
| 44            | Brandon Mechele    | België        | 28-01-1993    | /                   |
| 63            | Boli Bolingoli     | België        | 01-07-1995    | /                   |
| Middenvelders |                    |               |               |                     |
| 3             | Timmy Simons       | België        | 11-12-1976    | FC Nürnberg         |
| 6             | Claudemir          | Brazilië      | 27-03-1988    | FC Kopenhagen       |
| 8             | Lior Refaelov      | Israël        | 26-04-1986    | Maccabi Haifa       |
| 18            | Felipe Gedoz       | Brazilië      | 12-07-1993    | Defensor Sporting   |
| 20            | Hans Vanaken       | België        | 24-08-1992    | KSC Lokeren         |
| 22            | José Izquierdo     | Colombia      | 07-07-1992    | Once Caldas         |
| 25            | Ruud Vormer        | Nederland     | 11-05-1988    | Feyenoord           |
| 30            | Mikel Agu          | Nigeria       | 27-05-1993    | FC Porto            |
| 43            | Sander Coopman     | België        | 12-03-1994    | /                   |
| 55            | Tuur Dierckx       | België        | 09-05-1995    | /                   |
| Aanvallers    |                    |               |               |                     |
| 7             | Wesley Moraes      | Brazilië      | 26-11-1996    | AS Trenčín          |
| 9             | Jelle Vossen       | België        | 22-03-1989    | Burnley FC          |
| 10            | Abdoulay Diaby     | Mali          | 21-03-1991    | Lille OSC           |
| 11            | Bernie Ibini-Isei  | Australië     | 12-10-1991    | Shanghai SIPG       |
| 17            | Leandro Pereira    | Brazilië      | 03-07-1991    | Palmeiras           |

- = Aanvoerder

### Technische staf
|                                              |                           |               |
| Functie                                      | Naam                      | Nationaliteit |
| Hoofdcoach                                   | Michel Preud'homme (foto) | België        |
| Assistent-trainer / Linietrainer verdediging | Philippe Clement          | België        |
| Assistent-trainer / Linietrainer middenveld  | Stephan Van der Heyden    | België        |
| Assistent-trainer                            | Stan Van den Buijs        | België        |
| Keepertrainer                                | Jan Van Steenberghe       | België        |
| Linietrainer aanval                          | Joost Desender            | België        |
| Physical coach                               | Renaat Philippaerts       | België        |
| Performance coach                            | Dieter Deprez             | België        |
| Video-analist                                | Mario Ballegeer           | België        |

## Uitrustingen
Shirtsponsor(s): Daikin, Proximus, IJsboerke (mouw) , Pro League + Damiaanactie (mouw)

Sportmerk: Nike
| Thuis | Uit | Alternatief | Alternatief | Alternatief | Doelman | Doelman | Doelman |

#### Opmerkingen
1. ↑  Vanaf 2 april 2016.
2. ↑  Deze uitrusting werd gedragen in de uitwedstrijd tegen KV Mechelen.
3. ↑  Deze uitrusting werd gedragen in de uitwedstrijd (PO1) tegen Genk.

## Transfers

### Zomer
| Naam                     | Nationaliteit | Van/naar            | Type           |
| ------------------------ | ------------- | ------------------- | -------------- |
| Inkomend                 |               |                     |                |
| Hans Vanaken             | België        | KSC Lokeren         | Gekocht        |
| Sébastien Bruzzese       | België        | SV Zulte Waregem    | Gekocht        |
| Dion Cools               | België        | Oud-Heverlee Leuven | Gekocht        |
| Bernie Ibini-Isei        | Australië     | Shanghai SIPG       | Gekocht        |
| Abdoulay Diaby           | Mali          | Lille OSC           | Gekocht        |
| Jean-Charles Castelletto | Frankrijk     | AJ Auxerre          | Gekocht        |
| Michaël Cordier          | België        | KVC Westerlo        | Gekocht        |
| Leandro Pereira          | Brazilië      | Palmeiras           | Gekocht        |
| Jelle Vossen             | België        | Burnley FC          | Gekocht        |
| Jordan Renson            | België        | Sint-Truidense VV   | Gekocht        |
| Sinan Bolat              | Turkije       | FC Porto            | Huur           |
| Mikel Agu                | Nigeria       | FC Porto            | Huur           |
| Birger Verstraete        | België        | Mouscron-Péruwelz   | Einde huur     |
| Zinho Gano               | België        | Mouscron-Péruwelz   | Einde huur     |
| Nicolás Castillo         | Chili         | FSV Mainz 05        | Einde huur     |
| Uitgaand                 |               |                     |                |
| Vladan Kujović           | Servië        |                     | Einde carrière |
| Birger Verstraete        | België        | KV Kortrijk         | Transfervrij   |
| Zinho Gano               | België        | Waasland-Beveren    | Verkocht       |
| Mathew Ryan              | Australië     | Valencia            | Verkocht       |
| Sven Dhoest              | België        | RFC Wetteren        | Verkocht       |
| Tom De Sutter            | België        | Bursaspor           | Verkocht       |
| Obbi Oulare              | België        | Watford FC          | Verkocht       |
| Francisco Silva          | Chili         | Osasuna             | Einde huur     |
| Waldemar Sobota          | Polen         | FC St. Pauli        | Huur           |
| Sokratis Dioudis         | Griekenland   | Panionios           | Huur           |
| Mushaga Bakenga          | Noorwegen     | Molde FK            | Huur           |
| Yannick Reuten           | België        | KMSK Deinze         | Huur           |
| Fran Brodić              | Kroatië       | Antwerp FC          | Huur           |
| Valērijs Šabala          | Letland       | Miedź Legnica       | Huur           |
| Jimmy De Jonghe          | België        | Beerschot-Wilrijk   | Huur           |
| Nikola Storm             | België        | Zulte Waregem       | Huur           |
| Nicolás Castillo         | Chili         | Frosinone           | Huur           |

### Winter
| Naam                     | Nationaliteit | Van/naar             | Type       |
| ------------------------ | ------------- | -------------------- | ---------- |
| Inkomend                 |               |                      |            |
| Ludovic Butelle          | Frankrijk     | Angers               | Gekocht    |
| Benoît Poulain           | Frankrijk     | KV Kortrijk          | Gekocht    |
| Wesley Moraes            | Brazilië      | AS Trenčín           | Gekocht    |
| Nicolás Castillo         | Chili         | Frosinone            | Einde huur |
| Valerijs Sabala          | Letland       | Miedz Legnica        | Einde huur |
| Fran Brodić              | Kroatië       | Antwerp FC           | Einde huur |
| Uitgaand                 |               |                      |            |
| Víctor Vázquez           | Spanje        | Cruz Azul            | Verkocht   |
| Óscar Duarte             | Costa Rica    | RCD Espanyol         | Verkocht   |
| Valerijs Sabala          | Letland       | 1. FK Příbram        | Huur       |
| Jean-Charles Castelletto | Frankrijk     | Moeskroen-Péruwelz   | Huur       |
| Nicolás Castillo         | Chili         | Universidad Católica | Huur       |

## Oefenwedstrijden
Hieronder een overzicht van de oefenwedstrijden die Club Brugge in de aanloop naar en tijdens het seizoen 2015/16 speelde.
| Datum      | Thuis/Uit | Tegenstander          | Score | Doelpuntenmaker(s) Club Brugge                                                   |
| ---------- | --------- | --------------------- | ----- | -------------------------------------------------------------------------------- |
| 26-06-2015 | Uit       | KFC Heist (P.II)      | 0-10  | Storm, Cools, Dierckx, De Sutter (2x), Diaby (2x), Izquierdo, Al Hamed, Refaelov |
| 30-06-2015 | Uit       | Torhout KM (III)      | 0-5   | Brodić, Dierckx, De Sutter (2x), Vormer                                          |
| 03-07-2015 | Uit       | KSV Roeselare (II)    | 1-0   |                                                                                  |
| 26-07-2015 | Uit       | KVV Coxyde (II)       | 2-2   | Dierckx, Seys                                                                    |
| 07-07-2015 | Uit       | Panathinaikos         | 2-1   | Diaby, De fauw                                                                   |
| 10-07-2015 | Uit       | Istanbul Başakşehir   | 1-1   | Storm                                                                            |
| 13-07-2015 | Uit       | Dnipro Dnipropetrovsk | 4-3   | Izquierdo, Diaby (2x)                                                            |
| 07-01-2016 | Uit       | AZ                    | 2-2   | Dierckx, Gedoz                                                                   |
| 10-01-2016 | Uit       | FSV Mainz 05          | 0-2   |                                                                                  |

## Belgische Supercup
|                             |              |       |             |                                                                           |
| 16 juli 2015 20:30 Supercup | KAA Gent     | 1 – 0 | Club Brugge | Ghelamco Arena, Gent Toeschouwers: 15.000 Scheidsrechter: Erik Lambrechts |
| 16 juli 2015 20:30 Supercup | Depoitre 87' |       |             | Ghelamco Arena, Gent Toeschouwers: 15.000 Scheidsrechter: Erik Lambrechts |

| KAA Gent | Club Brugge |

| KAA Gent:           |    |                        |       |
|                     |    |                        |       |
| GK                  | 1  | Matz Sels              |       |
| RB                  | 2  | Rafinha                | 75'   |
| CB                  | 22 | Lasse Nielsen          |       |
| LB                  | 21 | Nana Asare             | 78'   |
| RM                  | 32 | Thomas Foket           |       |
| CM                  | 14 | Sven Kums              |       |
| CM                  | 10 | Renato Neto            | 45+1' |
| LM                  | 15 | Kenny Saief            |       |
| AM                  | 77 | Danijel Milićević      |       |
| CF                  | 11 | Benito Raman           | 71'   |
| CF                  | 9  | Laurent Depoitre       | 90'   |
| Wisselspelers:      |    |                        |       |
| DF                  | 2  | Uroš Vitas             |       |
| MF                  | 17 | Hannes Van der Bruggen |       |
| MF                  | 19 | Brecht Dejaegere       | 71'   |
| FW                  | 22 | Serge Tabekou          |       |
| GK                  | 25 | Brian Vandenbussche    |       |
| FW                  | 27 | Moses Simon            | 78'   |
| FW                  | 24 | Yaya Soumahoro         |       |
| Coach:              |    |                        |       |
| Hein Vanhaezebrouck |    |                        |       |

| Club Brugge:       |    |                    |           |
|                    |    |                    |           |
| GK                 | 16 | Sébastien Bruzzese |           |
| RB                 | 2  | Davy De fauw       |           |
| CB                 | 44 | Brandon Mechele    |           |
| CB                 | 24 | Stefano Denswil    | 75'       |
| LB                 | 28 | Laurens De Bock    |           |
| CM                 | 3  | Timmy Simons       |           |
| CM                 | 25 | Ruud Vormer        |           |
| AM                 | 20 | Hans Vanaken       |           |
| RW                 | 7  | Víctor Vázquez     | 81'       |
| CF                 | 9  | Tom De Sutter      | 64'       |
| LW                 | 10 | Abdoulay Diaby     |           |
| Wisselspelers:     |    |                    |           |
| MF                 | 14 | Fran Brodić        |           |
| DF                 | 21 | Dion Cools         |           |
| FW                 | 22 | José Izquierdo     | 64'       |
| GK                 | 41 | Jens Teunckens     |           |
| FW                 | 55 | Tuur Dierckx       |           |
| MF                 | 57 | Yannick Reuten     |           |
| FW                 | 58 | Obbi Oulare        | 81' 90+1' |
| Coach:             |    |                    |           |
| Michel Preud'homme |    |                    |           |

## Jupiler Pro League

### Wedstrijden
| Jupiler Pro League                                            |                                                                                 |                                 |                                                         | |                                                                                    |
| Wedstrijddetails                                              | Thuisploeg                                                                      | Uitslag                         | Uitploeg                                                | Opstelling | Kaarten                                                                            |
| Heenronde                                                     |                                                                                 |                                 |                                                         | |                                                                                    |
| 24 juli 2015 20:30 Stayen Sint-Truiden                        | Sint-Truiden VV                                                                 | 2-1                             | Club Brugge                                             | Bruzzese Cools, Mechele, Denswil, De Bock Vormer, Simons (81' Storm), Vázquez Diaby (86' Oulare), De Sutter, Bolingoli (77' Refaelov) | 12' Simons 49' De Bock                                                             |
| 24 juli 2015 20:30 Stayen Sint-Truiden                        | 57' Ruben 74' Edmilson Jr.                                                      | 0-1 1-1 2-1                     | 28' De Sutter                                           | Bruzzese Cools, Mechele, Denswil, De Bock Vormer, Simons (81' Storm), Vázquez Diaby (86' Oulare), De Sutter, Bolingoli (77' Refaelov) | 12' Simons 49' De Bock                                                             |
| 1 augustus 2015 18:00 Jan Breydelstadion Brugge               | Club Brugge                                                                     | 3-0                             | KV Mechelen                                             | Bruzzese Cools, Duarte, Denswil, De Bock Vormer, Simons, Vanaken Dierckx (76' De Sutter), Oulare (68' Storm), Bolingoli (46' Diaby) | 11' Bolingoli                                                                      |
| 1 augustus 2015 18:00 Jan Breydelstadion Brugge               | 45+1' Paulussen (own) 54' Diaby (pen.) 63' Dierckx                              | 1-0 2-0 3-0                     |                                                         | Bruzzese Cools, Duarte, Denswil, De Bock Vormer, Simons, Vanaken Dierckx (76' De Sutter), Oulare (68' Storm), Bolingoli (46' Diaby) | 11' Bolingoli                                                                      |
| 9 augustus 2015 18:00 Stade du Pays de Charleroi Charleroi    | Sporting Charleroi                                                              | 0-0                             | Club Brugge                                             | Bruzzese Cools, Duarte, Denswil, De Bock Vormer, Simons, Vanaken (76' De Sutter) Diaby, Oulare (66' Dierckx), Bolingoli (52' Storm) |                                                                                    |
| 9 augustus 2015 18:00 Stade du Pays de Charleroi Charleroi    |                                                                                 |                                 |                                                         | Bruzzese Cools, Duarte, Denswil, De Bock Vormer, Simons, Vanaken (76' De Sutter) Diaby, Oulare (66' Dierckx), Bolingoli (52' Storm) |                                                                                    |
| 14 augustus 2015 20:30 Jan Breydelstadion Brugge              | Club Brugge                                                                     | 2-1                             | KV Kortrijk                                             | Bruzzese De fauw, Simons, Mechele, De Bock Vormer, Claudemir, Vanaken (85' Castelletto) Vázquez (65' Diaby), Oulare (71' De Sutter), Dierckx | 40' Dierckx                                                                        |
| 14 augustus 2015 20:30 Jan Breydelstadion Brugge              | 49' Vormer 90+2' Dierckx                                                        | 1-0 1-1 2-1                     | 90+1' Papazoglou                                        | Bruzzese De fauw, Simons, Mechele, De Bock Vormer, Claudemir, Vanaken (85' Castelletto) Vázquez (65' Diaby), Oulare (71' De Sutter), Dierckx | 40' Dierckx                                                                        |
| 22 augustus 2015 18:00 Regenboogstadion Waregem               | Zulte Waregem                                                                   | 2-0                             | Club Brugge                                             | Bruzzese De fauw, Duarte, Mechele, De Bock Castelletto, Vormer (69' Oulare), Vázquez (78' Storm) Vanaken, Diaby, Bolingoli (59' Dierckx) | 9' Mechele 39' Diaby 43' Duarte 45+1' De Bock                                      |
| 22 augustus 2015 18:00 Regenboogstadion Waregem               | 10' Leye (pen.) 83' Verboom                                                     | 1-0 2-0                         |                                                         | Bruzzese De fauw, Duarte, Mechele, De Bock Castelletto, Vormer (69' Oulare), Vázquez (78' Storm) Vanaken, Diaby, Bolingoli (59' Dierckx) | 9' Mechele 39' Diaby 43' Duarte 45+1' De Bock                                      |
| 30 augustus 2015 14:30 Jan Breydelstadion Brugge              | Club Brugge                                                                     | 7-1                             | Standard Luik                                           | Bolat De fauw, Duarte, Mechele, De Bock Vormer (78' Meunier), Claudemir, Vanaken Vázquez (66' Bolingoli), Diaby, Oulare (62' Dierckx) | 45+1' De fauw 58' Vanaken                                                          |
| 30 augustus 2015 14:30 Jan Breydelstadion Brugge              | 8' Diaby 32' Vormer 36' Oulare 37' Diaby 71' Claudemir 77' Diaby 90+1' Diaby    | 1-0 2-0 2-1 3-1 4-1 5-1 6-1 7-1 | 35' Santini                                             | Bolat De fauw, Duarte, Mechele, De Bock Vormer (78' Meunier), Claudemir, Vanaken Vázquez (66' Bolingoli), Diaby, Oulare (62' Dierckx) | 45+1' De fauw 58' Vanaken                                                          |
| 11 september 2015 20:30 Le Canonnier Moeskroen                | Moeskroen-Péruwelz                                                              | 2-1                             | Club Brugge                                             | Bolat Meunier, Simons, Mechele, De Bock Vormer, Claudemir (80' Bolingoli), Vanaken (64' Pereira) Diaby (65' Dierckx), Vossen, Vázquez | 49' Vázquez 57' Claudemir 60' Mechele                                              |
| 11 september 2015 20:30 Le Canonnier Moeskroen                | 58' Dusenne 61' Šćepović                                                        | 0-1 1-1 2-1                     | 7' Vormer                                               | Bolat Meunier, Simons, Mechele, De Bock Vormer, Claudemir (80' Bolingoli), Vanaken (64' Pereira) Diaby (65' Dierckx), Vossen, Vázquez | 49' Vázquez 57' Claudemir 60' Mechele                                              |
| 20 september 2015 20:00 Jan Breydelstadion Brugge             | Club Brugge                                                                     | 5-1                             | Waasland-Beveren                                        | Bolat De fauw, Duarte, Mechele, De Bock Vanaken, Simons (80' Claudemir), Vormer, Dierckx (71' Izquierdo) Pereira (67' Diaby), Vossen | 59' De Bock 81' Claudemir                                                          |
| 20 september 2015 20:00 Jan Breydelstadion Brugge             | 40' Dierckx 43' Jans (own) 46' Dierckx 73' Vossen 76' De fauw                   | 1-0 2-0 3-0 4-0 5-0 5-1         | 88' Milošević                                           | Bolat De fauw, Duarte, Mechele, De Bock Vanaken, Simons (80' Claudemir), Vormer, Dierckx (71' Izquierdo) Pereira (67' Diaby), Vossen | 59' De Bock 81' Claudemir                                                          |
| 27 september 2015 14:30 Daknam Lokeren                        | KSC Lokeren                                                                     | 0-1                             | Club Brugge                                             | Bruzzese Meunier, Duarte, Mechele, De Bock Simons, Vormer, Vanaken Pereira (78' De fauw), Vossen, Dierckx (70' Diaby) | 74' Meunier                                                                        |
| 27 september 2015 14:30 Daknam Lokeren                        |                                                                                 | 0-1                             | 8' Vossen                                               | Bruzzese Meunier, Duarte, Mechele, De Bock Simons, Vormer, Vanaken Pereira (78' De fauw), Vossen, Dierckx (70' Diaby) | 74' Meunier                                                                        |
| 4 oktober 2015 14:30 Ghelamco Arena Gent                      | AA Gent                                                                         | 4-1                             | Club Brugge                                             | Bruzzese Meunier, Duarte, Mechele, De Bock Vormer, Simons, Vanaken (67' Claudemir) Vossen (77' Dierckx), Pereira, Izquierdo (67' Gedoz) | 45' Vanaken 50' Meunier 59' Vormer                                                 |
| 4 oktober 2015 14:30 Ghelamco Arena Gent                      | 15' Kums (pen.) 51' Kums (pen.) 62' Kums 72' Depoitre                           | 1-0 2-0 3-0 4-0 4-1             | 76' Vormer                                              | Bruzzese Meunier, Duarte, Mechele, De Bock Vormer, Simons, Vanaken (67' Claudemir) Vossen (77' Dierckx), Pereira, Izquierdo (67' Gedoz) | 45' Vanaken 50' Meunier 59' Vormer                                                 |
| 18 oktober 2015 14:30 Jan Breydelstadion Brugge               | Club Brugge                                                                     | 1-0                             | KV Oostende                                             | Bruzzese Meunier, Duarte, Mechele, De Bock Claudemir (84' De fauw), Simons, Vázquez (46' Vanaken) Gedoz (69' Dierckx), Pereira, Izquierdo | 20' Izquierdo 58' De Bock 60' Izquierdo                                            |
| 18 oktober 2015 14:30 Jan Breydelstadion Brugge               | 35' Gedoz                                                                       | 1-0                             |                                                         | Bruzzese Meunier, Duarte, Mechele, De Bock Claudemir (84' De fauw), Simons, Vázquez (46' Vanaken) Gedoz (69' Dierckx), Pereira, Izquierdo | 20' Izquierdo 58' De Bock 60' Izquierdo                                            |
| 25 oktober 2015 14:30 Constant Vanden Stockstadion Anderlecht | RSC Anderlecht                                                                  | 3-1                             | Club Brugge                                             | Bruzzese Meunier, Duarte, Mechele, De Bock Claudemir, Simons, Vázquez Dierckx (62' Diaby), Pereira (63' Vossen), Gedoz | 37' Dierckx 65' Vázquez 69' Gedoz                                                  |
| 25 oktober 2015 14:30 Constant Vanden Stockstadion Anderlecht | 12' Okaka 47' De Bock (own) 57' Bruzzese (own)                                  | 1-0 2-0 3-0 3-1                 | 67' Proto (own)                                         | Bruzzese Meunier, Duarte, Mechele, De Bock Claudemir, Simons, Vázquez Dierckx (62' Diaby), Pereira (63' Vossen), Gedoz | 37' Dierckx 65' Vázquez 69' Gedoz                                                  |
| 28 oktober 2015 20:30 Jan Breydelstadion Brugge               | Club Brugge                                                                     | 2-0                             | Oud-Heverlee Leuven                                     | Bruzzese Meunier, Duarte, Denswil, De Bock Claudemir (90' De fauw), Simons, Vanaken Diaby (77' Dierckx), Vossen, Gedoz (61' Vázquez) | 79' De Bock                                                                        |
| 28 oktober 2015 20:30 Jan Breydelstadion Brugge               | 41' Diaby 69' Diaby                                                             | 1-0 2-0                         |                                                         | Bruzzese Meunier, Duarte, Denswil, De Bock Claudemir (90' De fauw), Simons, Vanaken Diaby (77' Dierckx), Vossen, Gedoz (61' Vázquez) | 79' De Bock                                                                        |
| 31 oktober 2015 20:30 't Kuipje Westerlo                      | KVC Westerlo                                                                    | 0-2                             | Club Brugge                                             | Bruzzese Meunier, Duarte, Denswil, Bolingoli Claudemir, Simons, Vanaken Diaby (81' Dierckx), Vossen (90+1' Pereira), Gedoz (74' Vázquez) | 49' Gedoz 65' Bolingoli                                                            |
| 31 oktober 2015 20:30 't Kuipje Westerlo                      |                                                                                 | 0-1 0-2                         | 23' Diaby 33' Claudemir                                 | Bruzzese Meunier, Duarte, Denswil, Bolingoli Claudemir, Simons, Vanaken Diaby (81' Dierckx), Vossen (90+1' Pereira), Gedoz (74' Vázquez) | 49' Gedoz 65' Bolingoli                                                            |
| 8 november 2015 18:00 Jan Breydelstadion Brugge               | Club Brugge                                                                     | 1-0                             | KRC Genk                                                | Bruzzese Meunier, Duarte, Denswil, De Bock Claudemir, Simons, Vanaken (74' Vázquez) Diaby (62' Pereira), Vossen, Gedoz (74' Dierckx) |                                                                                    |
| 8 november 2015 18:00 Jan Breydelstadion Brugge               | 75' Vossen                                                                      | 1-0                             |                                                         | Bruzzese Meunier, Duarte, Denswil, De Bock Claudemir, Simons, Vanaken (74' Vázquez) Diaby (62' Pereira), Vossen, Gedoz (74' Dierckx) |                                                                                    |
| Terugronde                                                    |                                                                                 |                                 |                                                         | |                                                                                    |
| 21 november 2015 18:00 Jan Breydelstadion Brugge              | Club Brugge                                                                     | 3-0                             | Zulte Waregem                                           | Bruzzese Meunier, Mechele, Denswil, De fauw Vormer, Simons, Vázquez Gedoz (86' Bolingoli), Vossen (81' Pereira), Izquierdo (65' Diaby) | 78' Gedoz                                                                          |
| 21 november 2015 18:00 Jan Breydelstadion Brugge              | 38' Vossen 43' Izquierdo 44' Vormer                                             | 1-0 2-0 3-0                     |                                                         | Bruzzese Meunier, Mechele, Denswil, De fauw Vormer, Simons, Vázquez Gedoz (86' Bolingoli), Vossen (81' Pereira), Izquierdo (65' Diaby) | 78' Gedoz                                                                          |
| 29 november 2015 14:30 Achter de Kazerne Mechelen             | KV Mechelen                                                                     | 1-4                             | Club Brugge                                             | Bruzzese Meunier, Mechele, Denswil, De fauw Vormer, Claudemir, Vanaken Diaby (89' Bolingoli), Pereira (62' Vossen), Izquierdo (74' Dierckx) | 59' Claudemir 90' Denswil                                                          |
| 29 november 2015 14:30 Achter de Kazerne Mechelen             | 29' Naessens                                                                    | 1-0 1-1 1-2 1-3 1-4             | 66' Vossen 73' Vossen 79' Dierckx 88' Vanaken           | Bruzzese Meunier, Mechele, Denswil, De fauw Vormer, Claudemir, Vanaken Diaby (89' Bolingoli), Pereira (62' Vossen), Izquierdo (74' Dierckx) | 59' Claudemir 90' Denswil                                                          |
| 6 december 2015 14:30 Jan Breydelstadion Brugge               | Club Brugge                                                                     | 2-1                             | Sporting Charleroi                                      | Bruzzese Meunier, Duarte, Denswil, Bolingoli Claudemir, Simons, Vázquez (74' Refaelov) Diaby, Vossen (70' Pereira), Gedoz (83' Dierckx) | 19' Gedoz 81' Diaby                                                                |
| 6 december 2015 14:30 Jan Breydelstadion Brugge               | 8' Vossen 50' Diaby                                                             | 1-0 2-0 2-1                     | 87' Ferber                                              | Bruzzese Meunier, Duarte, Denswil, Bolingoli Claudemir, Simons, Vázquez (74' Refaelov) Diaby, Vossen (70' Pereira), Gedoz (83' Dierckx) | 19' Gedoz 81' Diaby                                                                |
| 13 december 2015 14:30 Stade Maurice Dufrasne Luik            | Standard Luik                                                                   | 2-0                             | Club Brugge                                             | Bruzzese Meunier, Duarte, Denswil, Bolingoli Vormer, Claudemir, Vanaken (68' Vázquez) Refaelov (54' De fauw), Vossen, Diaby (67' Dierckx) | 36' Bolingoli 49' Bolingoli 51' Vanaken 73' Meunier 77' Vossen 86' Denswil         |
| 13 december 2015 14:30 Stade Maurice Dufrasne Luik            | 50' Van Damme 66' Dossevi                                                       | 1-0 2-0                         |                                                         | Bruzzese Meunier, Duarte, Denswil, Bolingoli Vormer, Claudemir, Vanaken (68' Vázquez) Refaelov (54' De fauw), Vossen, Diaby (67' Dierckx) | 36' Bolingoli 49' Bolingoli 51' Vanaken 73' Meunier 77' Vossen 86' Denswil         |
| 20 december 2015 14:30 Jan Breydelstadion Brugge              | Club Brugge                                                                     | 1-4                             | RSC Anderlecht                                          | Bruzzese Meunier, Engels, Denswil, De Bock Vormer, Simons, Vázquez Diaby (46' Refaelov), Vossen (85' Vanaken), Izquierdo (75' Pereira) | 26' Simons 28' Izquierdo 48' Vossen 77' Meunier 79' Vanaken 86' Vormer 89' Vázquez |
| 20 december 2015 14:30 Jan Breydelstadion Brugge              | 58' Denswil                                                                     | 0-1 0-2 1-2 1-3 1-4             | 6' Okaka 35' Praet 79' Suárez (pen.) 90+3' Praet        | Bruzzese Meunier, Engels, Denswil, De Bock Vormer, Simons, Vázquez Diaby (46' Refaelov), Vossen (85' Vanaken), Izquierdo (75' Pereira) | 26' Simons 28' Izquierdo 48' Vossen 77' Meunier 79' Vanaken 86' Vormer 89' Vázquez |
| 26 december 2015 14:30 Guldensporenstadion Kortrijk           | KV Kortrijk                                                                     | 1-4                             | Club Brugge                                             | Bruzzese Meunier, Engels, Denswil, De fauw Claudemir, Simons (90+2' Castelletto), Vanaken Refaelov, Vossen (73' Diaby), Izquierdo (78' Dierckx) | 9' Claudemir 11' Simons 25' Vossen 69' Izquierdo                                   |
| 26 december 2015 14:30 Guldensporenstadion Kortrijk           | 27' Tomašević                                                                   | 0-1 1-1 1-2 1-3 1-4             | 21' Izquierdo 65' Vanaken 81' Diaby 84' Refaelov        | Bruzzese Meunier, Engels, Denswil, De fauw Claudemir, Simons (90+2' Castelletto), Vanaken Refaelov, Vossen (73' Diaby), Izquierdo (78' Dierckx) | 9' Claudemir 11' Simons 25' Vossen 69' Izquierdo                                   |
| 16 januari 2016 18:00 Jan Breydelstadion Brugge               | Club Brugge                                                                     | 3-0                             | Moeskroen-Péruwelz                                      | Butelle Meunier, Engels, Mechele, Cools Vormer, Agu, Vanaken Refaelov (73' Gedoz), Vossen (80' Coopman), Diaby (88' Dierckx) |                                                                                    |
| 16 januari 2016 18:00 Jan Breydelstadion Brugge               | 31' Engels 50' Diaby 66' Vossen                                                 | 1-0 2-0 3-0                     |                                                         | Butelle Meunier, Engels, Mechele, Cools Vormer, Agu, Vanaken Refaelov (73' Gedoz), Vossen (80' Coopman), Diaby (88' Dierckx) |                                                                                    |
| 24 januari 2016 20:00 Freethiel Beveren                       | Waasland-Beveren                                                                | 1-2                             | Club Brugge                                             | Butelle Meunier, Engels, Mechele, Cools (57' De fauw) Vormer, Agu (80' Simons), Vanaken Gedoz, Vossen, Izquierdo (85' Dierckx) | 53' Cools 78' Meunier                                                              |
| 24 januari 2016 20:00 Freethiel Beveren                       | 32' Cissé                                                                       | 0-1 1-1 1-2                     | 15' Engels 52' Vossen                                   | Butelle Meunier, Engels, Mechele, Cools (57' De fauw) Vormer, Agu (80' Simons), Vanaken Gedoz, Vossen, Izquierdo (85' Dierckx) | 53' Cools 78' Meunier                                                              |
| 31 januari 2016 18:00 Jan Breydelstadion Brugge               | Club Brugge                                                                     | 2-1                             | KSC Lokeren                                             | Butelle De fauw, Mechele, Denswil, De Bock Claudemir, Simons, Vanaken Refaelov, Diaby (89' Vossen), Gedoz (77' Izquierdo) |                                                                                    |
| 31 januari 2016 18:00 Jan Breydelstadion Brugge               | 12' Refaelov 28' Refaelov                                                       | 0-1 1-1 2-1                     | 11' Harbaoui                                            | Butelle De fauw, Mechele, Denswil, De Bock Claudemir, Simons, Vanaken Refaelov, Diaby (89' Vossen), Gedoz (77' Izquierdo) |                                                                                    |
| 7 februari 2016 14:30 Jan Breydelstadion Brugge               | Club Brugge                                                                     | 1-0                             | AA Gent                                                 | Butelle Meunier, Engels (90+3' Poulain), Denswil, De Bock Vormer, Simons, Vanaken Refaelov (81' Dierckx), Diaby (87' Vossen), Izquierdo | 8' Refaelov 71' Diaby 76' Simons 87' Denswil 90' Vossen                            |
| 7 februari 2016 14:30 Jan Breydelstadion Brugge               | 59' Refaelov (pen.)                                                             | 1-0                             |                                                         | Butelle Meunier, Engels (90+3' Poulain), Denswil, De Bock Vormer, Simons, Vanaken Refaelov (81' Dierckx), Diaby (87' Vossen), Izquierdo | 8' Refaelov 71' Diaby 76' Simons 87' Denswil 90' Vossen                            |
| 14 februari 2016 14:30 Versluys Arena Oostende                | KV Oostende                                                                     | 0-2                             | Club Brugge                                             | Butelle Meunier, Engels, Denswil, De Bock Claudemir, Simons, Vanaken Refaelov (86' Coopman), Diaby (69' Vossen), Izquierdo (83' Dierckx) | 90+3' Vossen                                                                       |
| 14 februari 2016 14:30 Versluys Arena Oostende                |                                                                                 | 0-1 0-2                         | 36' Refaelov 76' Vanaken                                | Butelle Meunier, Engels, Denswil, De Bock Claudemir, Simons, Vanaken Refaelov (86' Coopman), Diaby (69' Vossen), Izquierdo (83' Dierckx) | 90+3' Vossen                                                                       |
| 19 februari 2016 20:30 Jan Breydelstadion Brugge              | Club Brugge                                                                     | 6-0                             | KVC Westerlo                                            | Butelle Meunier, Poulain, Denswil, De Bock Claudemir, Engels, Vanaken Refaelov (75' Wesley), Diaby (78' Dierckx), Izquierdo (65' Gedoz) |                                                                                    |
| 19 februari 2016 20:30 Jan Breydelstadion Brugge              | 15' Izquierdo 25' Vanaken 36' Diaby 71' Vanaken 82' Wesley 85' Schuermans (own) | 1-0 2-0 3-0 4-0 5-0 6-0         |                                                         | Butelle Meunier, Poulain, Denswil, De Bock Claudemir, Engels, Vanaken Refaelov (75' Wesley), Diaby (78' Dierckx), Izquierdo (65' Gedoz) |                                                                                    |
| 28 februari 2016 14:30 Cristal Arena Genk                     | KRC Genk                                                                        | 3-2                             | Club Brugge                                             | Butelle Meunier (65' De fauw), Engels, Denswil, De Bock Claudemir (80' Gedoz), Simons, Vanaken Coopman, Vossen (65' Wesley), Izquierdo | 85' Gedoz                                                                          |
| 28 februari 2016 14:30 Cristal Arena Genk                     | 36' Karelis (pen.) 50' Buffel 81' Samatta                                       | 0-1 1-1 2-1 3-1 3-2             | 15' Meunier 83' Vanaken                                 | Butelle Meunier (65' De fauw), Engels, Denswil, De Bock Claudemir (80' Gedoz), Simons, Vanaken Coopman, Vossen (65' Wesley), Izquierdo | 85' Gedoz                                                                          |
| 5 maart 2016 20:00 Jan Breydelstadion Brugge                  | Club Brugge                                                                     | 3-0                             | Sint-Truiden VV                                         | Butelle De fauw, Engels, Poulain, De Bock Claudemir, Simons, Vanaken (86' Pereira) Coopman, Wesley (67' Vossen), Izquierdo (79' Dierckx) Club Brugge speelde in alternatieve witte tenue met kraag met als opschrift #ThanksFans. Dit stond onder reguliere shirtsponsor DAIKIN te lezen. | 58' Wesley                                                                         |
| 5 maart 2016 20:00 Jan Breydelstadion Brugge                  | 12' Simons (pen.) 75' Izquierdo 85' Vossen                                      | 1-0 2-0 3-0                     |                                                         | Butelle De fauw, Engels, Poulain, De Bock Claudemir, Simons, Vanaken (86' Pereira) Coopman, Wesley (67' Vossen), Izquierdo (79' Dierckx) Club Brugge speelde in alternatieve witte tenue met kraag met als opschrift #ThanksFans. Dit stond onder reguliere shirtsponsor DAIKIN te lezen. | 58' Wesley                                                                         |
| 13 maart 2016 18:00 Den Dreef Heverlee                        | Oud-Heverlee Leuven                                                             | 0-1                             | Club Brugge                                             | Butelle Meunier, Engels, Poulain, De Bock Claudemir, Simons, Vanaken Gedoz (81' Vormer), Vossen (74' Pereira), Izquierdo (67' Refaelov) | 69' Meunier                                                                        |
| 13 maart 2016 18:00 Den Dreef Heverlee                        |                                                                                 | 0-1                             | 65' Vossen                                              | Butelle Meunier, Engels, Poulain, De Bock Claudemir, Simons, Vanaken Gedoz (81' Vormer), Vossen (74' Pereira), Izquierdo (67' Refaelov) | 69' Meunier                                                                        |
| Play-off I                                                    |                                                                                 |                                 |                                                         | |                                                                                    |
| 2 april 2016 18:00 Schiervelde Roeselare                      | KV Oostende                                                                     | 0-1                             | Club Brugge                                             | Butelle Meunier, Engels, Poulain, De Bock Vormer, Simons, Vanaken Refaelov, Vossen (83' Wesley), Gedoz (82' Izquierdo) | 19' Poulain 24' Gedoz 90' Vormer 90+2' Wesley                                      |
| 2 april 2016 18:00 Schiervelde Roeselare                      |                                                                                 | 0-1                             | 14' Godeau (own)                                        | Butelle Meunier, Engels, Poulain, De Bock Vormer, Simons, Vanaken Refaelov, Vossen (83' Wesley), Gedoz (82' Izquierdo) | 19' Poulain 24' Gedoz 90' Vormer 90+2' Wesley                                      |
| 9 april 2016 18:00 Jan Breydelstadion Brugge                  | Club Brugge                                                                     | 2-0                             | AA Gent                                                 | Butelle Meunier, Engels, Denswil, De Bock Vormer (64' Claudemir), Simons, Vanaken Refaelov (80' Gedoz), Diaby (67' Pereira), Izquierdo | 37' Denswil                                                                        |
| 9 april 2016 18:00 Jan Breydelstadion Brugge                  | 80' Mitrović (own) 90+3' Izquierdo                                              | 1-0 2-0                         |                                                         | Butelle Meunier, Engels, Denswil, De Bock Vormer (64' Claudemir), Simons, Vanaken Refaelov (80' Gedoz), Diaby (67' Pereira), Izquierdo | 37' Denswil                                                                        |
| 17 april 2016 18:00 Constant Vanden Stockstadion Anderlecht   | RSC Anderlecht                                                                  | 1-0                             | Club Brugge                                             | Butelle Meunier, Poulain, Denswil, De Bock Vormer, Simons, Vanaken Gedoz (71' Vossen), Diaby (66' Pereira), Izquierdo (88' Bolingoli) | 19' Gedoz 40' Meunier 89' De Bock                                                  |
| 17 april 2016 18:00 Constant Vanden Stockstadion Anderlecht   | 61' Tielemans                                                                   | 1-0                             |                                                         | Butelle Meunier, Poulain, Denswil, De Bock Vormer, Simons, Vanaken Gedoz (71' Vossen), Diaby (66' Pereira), Izquierdo (88' Bolingoli) | 19' Gedoz 40' Meunier 89' De Bock                                                  |
| 20 april 2016 20:30 Cristal Arena Genk                        | KRC Genk                                                                        | 4-2                             | Club Brugge                                             | Butelle Meunier, Poulain (21' Mechele), Denswil, De Bock Vormer, Simons, Vanaken (68' Gedoz) Wesley (77' Claudemir), Vossen, Izquierdo | 65' Vanaken                                                                        |
| 20 april 2016 20:30 Cristal Arena Genk                        | 15' Ndidi 42' Pozuelo 45+1' Meunier (own) 72' Uronen                            | 1-0 2-0 3-0 4-0 4-1 4-2         | 80' Vormer 84' Meunier                                  | Butelle Meunier, Poulain (21' Mechele), Denswil, De Bock Vormer, Simons, Vanaken (68' Gedoz) Wesley (77' Claudemir), Vossen, Izquierdo | 65' Vanaken                                                                        |
| 23 april 2016 18:00 Jan Breydelstadion Brugge                 | Club Brugge                                                                     | 5-0                             | Zulte Waregem                                           | Butelle Meunier, Engels, Denswil, De Bock Vormer, Simons (77' Claudemir), Vanaken Refaelov, Diaby (73' Vossen), Izquierdo (82' Gedoz) | 35' Simons                                                                         |
| 23 april 2016 18:00 Jan Breydelstadion Brugge                 | 11' Vanaken 40' Izquierdo 72' Diaby (pen.) 75' Vossen 86' Vossen                | 1-0 2-0 3-0 4-0 5-0             |                                                         | Butelle Meunier, Engels, Denswil, De Bock Vormer, Simons (77' Claudemir), Vanaken Refaelov, Diaby (73' Vossen), Izquierdo (82' Gedoz) | 35' Simons                                                                         |
| 1 mei 2016 18:00 Jan Breydelstadion Brugge                    | Club Brugge                                                                     | 3-1                             | KRC Genk                                                | Butelle Meunier (80' De fauw), Engels, Denswil, De Bock Vormer, Simons, Vanaken Refaelov (70' Gedoz), Diaby (64' Vossen), Izquierdo | 36' Engels                                                                         |
| 1 mei 2016 18:00 Jan Breydelstadion Brugge                    | 21' Denswil 43' Vormer 60' Refaelov                                             | 1-0 2-0 3-0 3-1                 | 89' Karelis                                             | Butelle Meunier (80' De fauw), Engels, Denswil, De Bock Vormer, Simons, Vanaken Refaelov (70' Gedoz), Diaby (64' Vossen), Izquierdo | 36' Engels                                                                         |
| 8 mei 2016 18:00 Ghelamco Arena Gent                          | AA Gent                                                                         | 1-4                             | Club Brugge                                             | Butelle Meunier, Engels, Denswil, De Bock Vormer (90+1' De fauw), Simons, Claudemir Vanaken, Diaby (77' Vossen), Izquierdo (81' Bolingoli) | 81' Denswil                                                                        |
| 8 mei 2016 18:00 Ghelamco Arena Gent                          | 27' Depoitre                                                                    | 1-0 1-1 1-2 1-3 1-4             | 31' Vanaken 53' Izquierdo 58' Vanaken 67' Gershon (own) | Butelle Meunier, Engels, Denswil, De Bock Vormer (90+1' De fauw), Simons, Claudemir Vanaken, Diaby (77' Vossen), Izquierdo (81' Bolingoli) | 81' Denswil                                                                        |
| 15 mei 2016 14:30 Jan Breydelstadion Brugge                   | Club Brugge                                                                     | 4-0                             | RSC Anderlecht                                          | Butelle Meunier, Engels, Denswil, De Bock Vormer, Simons (88' De fauw), Claudemir Vanaken, Diaby (74' Vossen), Izquierdo (82' Gedoz) | 48' Izquierdo                                                                      |
| 15 mei 2016 14:30 Jan Breydelstadion Brugge                   | 24' Diaby 29' Diaby 61' Vanaken 70' Simons (pen.)                               | 1-0 2-0 3-0 4-0                 |                                                         | Butelle Meunier, Engels, Denswil, De Bock Vormer, Simons (88' De fauw), Claudemir Vanaken, Diaby (74' Vossen), Izquierdo (82' Gedoz) | 48' Izquierdo                                                                      |
| 19 mei 2016 20:30 Regenboogstadion Waregem                    | Zulte Waregem                                                                   | 0-2                             | Club Brugge                                             | Bruzzese De fauw, Mechele, Denswil, Bolingoli Vanaken (73' Vormer), Simons, Coopman Vossen (78' Diaby), Pereira (46' Wesley), Gedoz | 26' Pereira                                                                        |
| 19 mei 2016 20:30 Regenboogstadion Waregem                    |                                                                                 | 0-1 0-2                         | 17' Vossen 75' Wesley                                   | Bruzzese De fauw, Mechele, Denswil, Bolingoli Vanaken (73' Vormer), Simons, Coopman Vossen (78' Diaby), Pereira (46' Wesley), Gedoz | 26' Pereira                                                                        |
| 22 mei 2016 14:30 Jan Breydelstadion Brugge                   | Club Brugge                                                                     | 2-2                             | KV Oostende                                             | Butelle Meunier (54' De fauw), Mechele, Denswil, De Bock Claudemir, Simons, Vormer (80' Vossen) Vanaken, Diaby, Izquierdo (58' Dierckx) | 45' Diaby                                                                          |
| 22 mei 2016 14:30 Jan Breydelstadion Brugge                   | 7' Diaby 85' De Bock                                                            | 1-0 1-1 2-1 2-2                 | 64' Cyriac 90' Jonckheere                               | Butelle Meunier (54' De fauw), Mechele, Denswil, De Bock Claudemir, Simons, Vormer (80' Vossen) Vanaken, Diaby, Izquierdo (58' Dierckx) | 45' Diaby                                                                          |

### Overzicht
| Speeldag  | 1  | 2 | 3 | 4 | 5 | 6  | 7  | 8  | 9  | 10 | 11 | 12 | 13 | 14 | 15 | 16 | 17 | 18 | 19 | 20 | 21 | 22 | 23 | 24 | 25 | 26 | 27 | 28 | 29 | 30 |  | 1  | 2  | 3  | 4  | 5  | 6  | 7  | 8  | 9  | 10 |
| --------- | -- | - | - | - | - | -- | -- | -- | -- | -- | -- | -- | -- | -- | -- | -- | -- | -- | -- | -- | -- | -- | -- | -- | -- | -- | -- | -- | -- | -- |  | -- | -- | -- | -- | -- | -- | -- | -- | -- | -- |
| Resultaat | v  | w | g | w | v | w  | v  | w  | w  | v  | w  | v  | w  | w  | w  | w  | w  | w  | v  | v  | w  | w  | w  | w  | w  | w  | w  | v  | w  | w  |  | w  | w  | v  | v  | w  | w  | w  | w  | w  | g  |
| Punten    | 0  | 3 | 4 | 7 | 7 | 10 | 10 | 13 | 16 | 16 | 19 | 19 | 22 | 25 | 28 | 31 | 34 | 37 | 37 | 37 | 40 | 43 | 46 | 49 | 52 | 55 | 58 | 58 | 61 | 64 |  | 35 | 38 | 38 | 38 | 41 | 44 | 47 | 50 | 53 | 54 |
| Positie   | 11 | 6 | 7 | 3 | 6 | 3  | 7  | 7  | 5  | 6  | 5  | 6  | 5  | 4  | 4  | 2  | 2  | 1  | 2  | 3  | 3  | 2  | 2  | 2  | 1  | 1  | 1  | 1  | 1  | 1  |  | 1  | 1  | 1  | 1  | 1  | 1  | 1  | 1  | 1  | 1  |

### Klassement

#### Reguliere competitie
|       |    |                     | P  | W  | G  | V  | +  | -  | DS  | Ptn |
| ----- | -- | ------------------- | -- | -- | -- | -- | -- | -- | --- | --- |
| PO I  | 1  | Club Brugge         | 30 | 21 | 1  | 8  | 64 | 30 | +34 | 64  |
| PO I  | 2  | AA Gent             | 30 | 17 | 9  | 4  | 56 | 29 | +27 | 60  |
| PO I  | 3  | RSC Anderlecht      | 30 | 15 | 10 | 5  | 51 | 29 | +22 | 55  |
| PO I  | 4  | KV Oostende         | 30 | 14 | 7  | 9  | 55 | 44 | +11 | 49  |
| PO I  | 5  | KRC Genk            | 30 | 14 | 6  | 10 | 42 | 30 | +12 | 48  |
| PO I  | 6  | Zulte Waregem       | 30 | 12 | 7  | 11 | 51 | 50 | +1  | 43  |
| PO II | 7  | Standard Luik       | 30 | 12 | 5  | 13 | 41 | 51 | -10 | 41  |
| PO II | 8  | Sporting Charleroi  | 30 | 10 | 9  | 11 | 36 | 39 | -3  | 39  |
| PO II | 9  | KV Kortrijk         | 30 | 10 | 9  | 11 | 31 | 35 | -4  | 39  |
| PO II | 10 | KV Mechelen         | 30 | 10 | 7  | 13 | 48 | 50 | -2  | 37  |
| PO II | 11 | KSC Lokeren         | 30 | 8  | 10 | 12 | 35 | 40 | -5  | 34  |
| PO II | 12 | Waasland-Beveren    | 30 | 5  | 10 | 15 | 40 | 57 | -17 | 33  |
| PO II | 13 | STVV                | 30 | 8  | 6  | 16 | 28 | 47 | -19 | 30  |
| PO II | 14 | Moeskroen-Péruwelz  | 30 | 7  | 9  | 14 | 39 | 51 | -12 | 30  |
|       | 15 | KVC Westerlo        | 30 | 7  | 9  | 14 | 35 | 59 | -24 | 30  |
| D     | 16 | Oud-Heverlee Leuven | 30 | 7  | 8  | 15 | 42 | 53 | -11 | 29  |

#### Play-off I
|           | #  | Club           | GS | W | G | V | DV | DT | DS  | PTN |
| --------- | -- | -------------- | -- | - | - | - | -- | -- | --- | --- |
| K         | 1. | Club Brugge    | 10 | 7 | 1 | 2 | 25 | 9  | +16 | 54  |
| CL        | 2. | RSC Anderlecht | 10 | 6 | 1 | 3 | 15 | 16 | -1  | 47  |
| EL        | 3. | AA Gent        | 10 | 3 | 3 | 4 | 10 | 15 | -5  | 42  |
| (barrage) | 4. | KRC Genk       | 10 | 5 | 1 | 4 | 20 | 13 | +7  | 40  |
|           | 5. | KV Oostende    | 10 | 3 | 2 | 5 | 14 | 19 | -5  | 36  |
|           | 6. | Zulte Waregem  | 10 | 1 | 2 | 7 | 11 | 23 | -12 | 27  |

#### Uitrustingen reguliere competitie
| STVV (uit) | MEC (thuis) | CHA (uit) | KOR (thuis) | ZWA (uit) | STA (thuis) | MOE (uit) | WAAS (thuis) | LOK (uit) | GNT (uit) |

| OOS (thuis) | RSCA (uit) | OHL (thuis) | WES (uit) | GNK (thuis) | ZWA (thuis) | MEC (uit) | CHA (thuis) | STA (uit) | RSCA (thuis) |

| KOR (uit) | MOE (thuis) | WAAS (uit) | LOK (thuis) | GNT (thuis) | OOS (uit) | WES (thuis) | GNK (uit) | STVV (thuis) |  | OHL (uit) |

#### Uitrustingen Play-offs
| OOS (uit) | GNT (thuis) | RSCA (uit) | GNK (uit) | ZWA (thuis) |

| GNK (thuis) | GNT (uit) | RSCA (thuis) | ZWA (uit) | OOS (thuis) |

## Europees

### Wedstrijden
| UEFA Champions League                                  |                                                             |                     |                                              | |                                                    |
| Wedstrijddetails                                       | Thuisploeg                                                  | Uitslag             | Uitploeg                                     | Opstelling | Kaarten                                            |
| Derde voorronde                                        |                                                             |                     |                                              | |                                                    |
| 28 juli 2015 20:00 Apostolos Nikolaidisstadion Athene  | Panathinaikos                                               | 2-1                 | Club Brugge                                  | Bruzzese De fauw (80' Cools), Duarte, Mechele, De Bock Vormer, Simons, Vanaken Vázquez (59' Izquierdo), Diaby, Bolingoli (71' De Sutter)   |                                                    |
| 28 juli 2015 20:00 Apostolos Nikolaidisstadion Athene  | 37' Berg 65' Karelis (pen.)                                 | 0-1 1-1 2-1         | 10' Bolingoli                                | Bruzzese De fauw (80' Cools), Duarte, Mechele, De Bock Vormer, Simons, Vanaken Vázquez (59' Izquierdo), Diaby, Bolingoli (71' De Sutter)   |                                                    |
| 5 augustus 2015 20:30 Jan Breydelstadion Brugge        | Club Brugge                                                 | 3-0                 | Panathinaikos                                | Bruzzese Cools, Mechele, Duarte, De Bock Vormer, Simons, Vázquez (84' Vanaken) Dierckx (67' Bolingoli), De Sutter (78' Oulare), Diaby      | 33' Duarte 65' Diaby                               |
| 5 augustus 2015 20:30 Jan Breydelstadion Brugge        | 54' Cools 59' Vázquez 82' Oulare                            | 1-0 2-0 3-0         |                                              | Bruzzese Cools, Mechele, Duarte, De Bock Vormer, Simons, Vázquez (84' Vanaken) Dierckx (67' Bolingoli), De Sutter (78' Oulare), Diaby      | 33' Duarte 65' Diaby                               |
| Play-off                                               |                                                             |                     |                                              | |                                                    |
| 18 augustus 2015 20:45 Old Trafford Manchester         | Manchester United                                           | 3-1                 | Club Brugge                                  | Bruzzese Cools, Duarte, Mechele, De Bock Vormer, Simons (40' Claudemir), Vázquez (78' Vanaken) Dierckx, Diaby (56' Oulare), Bolingoli      | 25' Bolingoli 73' Mechele 80' Mechele 90+1' Vormer |
| 18 augustus 2015 20:45 Old Trafford Manchester         | 13' Depay 43' Depay 90+4' Fellaini                          | 0-1 1-1 2-1 3-1     | 8' Carrick (own)                             | Bruzzese Cools, Duarte, Mechele, De Bock Vormer, Simons (40' Claudemir), Vázquez (78' Vanaken) Dierckx, Diaby (56' Oulare), Bolingoli      | 25' Bolingoli 73' Mechele 80' Mechele 90+1' Vormer |
| 26 augustus 2015 20:45 Jan Breydelstadion Brugge       | Club Brugge                                                 | 0-4                 | Manchester United                            | Bolat Castelletto, De fauw, Duarte, De Bock Vormer, Claudemir, Vázquez (62' Vanaken) Diaby (63' Dierckx), De Sutter, Bolingoli (77' Cools) | 45+1' Claudemir 77' Vormer                         |
| 26 augustus 2015 20:45 Jan Breydelstadion Brugge       |                                                             | 0-1 0-2 0-3 0-4     | 20' Rooney 49' Rooney 57' Rooney 63' Herrera | Bolat Castelletto, De fauw, Duarte, De Bock Vormer, Claudemir, Vázquez (62' Vanaken) Diaby (63' Dierckx), De Sutter, Bolingoli (77' Cools) | 45+1' Claudemir 77' Vormer                         |
| UEFA Europa League                                     |                                                             |                     |                                              | |                                                    |
| Wedstrijddetails                                       | Thuisploeg                                                  | Uitslag             | Uitploeg                                     | Opstelling | Kaarten                                            |
| Groepsfase                                             |                                                             |                     |                                              | |                                                    |
| 17 september 2015 19:00 Stadio San Paolo Napels        | Napoli                                                      | 5-0                 | Club Brugge                                  | Bolat Meunier, Duarte, Mechele, De Bock Vormer, Simons, Vázquez (69' De fauw) Diaby (60' Claudemir), Pereira, Bolingoli (46' Izquierdo)    | 90' Simons                                         |
| 17 september 2015 19:00 Stadio San Paolo Napels        | 5' Callejón 19' Mertens 25' Mertens 53' Hamšík 77' Callejón | 1-0 2-0 3-0 4-0 5-0 |                                              | Bolat Meunier, Duarte, Mechele, De Bock Vormer, Simons, Vázquez (69' De fauw) Diaby (60' Claudemir), Pereira, Bolingoli (46' Izquierdo)    | 90' Simons                                         |
| 1 oktober 2015 21:05 Jan Breydelstadion Brugge         | Club Brugge                                                 | 1-3                 | FC Midtjylland                               | Bruzzese De fauw (70' Meunier), Duarte, Mechele, De Bock Vormer, Claudemir, Vanaken Diaby (63' Diaby), Pereira, Izquierdo (71' Dierckx)    | 90+2' De Bock                                      |
| 1 oktober 2015 21:05 Jan Breydelstadion Brugge         | 79' Meunier                                                 | 0-1 0-2 0-3 1-3     | 51' Sisto 67' Onuachu 74' Novák              | Bruzzese De fauw (70' Meunier), Duarte, Mechele, De Bock Vormer, Claudemir, Vanaken Diaby (63' Diaby), Pereira, Izquierdo (71' Dierckx)    | 90+2' De Bock                                      |
| 22 oktober 2015 21:05 Wojska Polskiegostadion Warschau | Legia Warschau                                              | 1-1                 | Club Brugge                                  | Bruzzese Meunier, Mechele, Denswil, Bolingoli (68' De Bock) De fauw, Simons, Vanaken Diaby (71' Dierckx), Vossen (81' Pereira), Izquierdo  |                                                    |
| 22 oktober 2015 21:05 Wojska Polskiegostadion Warschau | 51' Kucharczyk                                              | 0-1 1-1             | 39' De fauw                                  | Bruzzese Meunier, Mechele, Denswil, Bolingoli (68' De Bock) De fauw, Simons, Vanaken Diaby (71' Dierckx), Vossen (81' Pereira), Izquierdo  |                                                    |
| 5 november 2015 19:00 Jan Breydelstadion Brugge        | Club Brugge                                                 | 1-0                 | Legia Warschau                               | Bruzzese Meunier, Mechele, Denswil, De Bock Claudemir, Simons, Vázquez (90+1' Vanaken) Diaby (82' Bolingoli), Pereira (74' Vossen), Gedoz  | 72' De Bock                                        |
| 5 november 2015 19:00 Jan Breydelstadion Brugge        | 38' Meunier                                                 | 1-0                 |                                              | Bruzzese Meunier, Mechele, Denswil, De Bock Claudemir, Simons, Vázquez (90+1' Vanaken) Diaby (82' Bolingoli), Pereira (74' Vossen), Gedoz  | 72' De Bock                                        |
| 26 november 2015 21:05 Jan Breydelstadion Brugge       | Club Brugge                                                 | 0-1                 | Napoli                                       | Bruzzese Meunier, Mechele, Denswil, De fauw Vormer, Simons (89' Pereira), Vázquez (82' Vanaken) Gedoz (82' Diaby), Vossen, Izquierdo       | 24' Izquierdo 67' Denswil                          |
| 26 november 2015 21:05 Jan Breydelstadion Brugge       |                                                             | 0-1                 | 42' Chiricheș                                | Bruzzese Meunier, Mechele, Denswil, De fauw Vormer, Simons (89' Pereira), Vázquez (82' Vanaken) Gedoz (82' Diaby), Vossen, Izquierdo       | 24' Izquierdo 67' Denswil                          |
| 10 december 2015 19:00 MCH Arena Herning               | FC Midtjylland                                              | 1-1                 | Club Brugge                                  | Bruzzese Meunier, Mechele (82' Engels), Denswil, De fauw Vormer, Simons, Vázquez Gedoz (46' Refaelov), Vossen, Izquierdo (62' Pereira)     | 56' Vázquez 66' Vossen                             |
| 10 december 2015 19:00 MCH Arena Herning               | 27' Sisto                                                   | 1-0 1-1             | 68' Vossen                                   | Bruzzese Meunier, Mechele (82' Engels), Denswil, De fauw Vormer, Simons, Vázquez Gedoz (46' Refaelov), Vossen, Izquierdo (62' Pereira)     | 56' Vázquez 66' Vossen                             |

### Derde voorronde UEFA Champions League (heen)
|                                               |                                     |                |               |                                                                                               |
| 28 juli 2015 Voorrondes UEFA Champions League | Panathinaikos                       | 2 – 1          | Club Brugge   | Apostolos Nikolaidisstadion, Athene Toeschouwers: 16.171 Scheidsrechter: Vladislav Bezborodov |
| 28 juli 2015 Voorrondes UEFA Champions League | 34' Berg 37' Berg 65' (pen) Karelis | Wedstrijdfiche | 10' Bolingoli | Apostolos Nikolaidisstadion, Athene Toeschouwers: 16.171 Scheidsrechter: Vladislav Bezborodov |

| Panathinaikos | Club Brugge |

| Panathinaikos (4–4–2): |    |                           |     |
|                        |    |                           |     |
| GK                     | 1  | Stefanos Kotsolis         |     |
| RB                     | 11 | Jens Wemmer               |     |
| CB                     | 20 | Stathis Tavlaridis        |     |
| CB                     | 24 | Sergio Sánchez            | 44' |
| LB                     | 32 | Danijel Pranjić           | 90' |
| RM                     | 29 | Sotiris Ninis             | 46' |
| CM                     | 10 | Zeca                      |     |
| CM                     | 4  | Giorgos Koutroubis        |     |
| LM                     | 14 | Abdul Ajagun              | 46' |
| RF                     | 19 | Nikos Karelis             | 74' |
| LF                     | 9  | Marcus Berg               |     |
| Wisselspelers:         |    |                           |     |
|                        |    |                           |     |
| DF                     | 5  | Kostas Triantafyllopoulos | 46' |
| MF                     | 8  | Tasos Lagos               | 46' |
| MF                     | 17 | Robin Lod                 | 74' |
| Coach:                 |    |                           |     |
| Yannis Anastasiou      |    |                           |     |

| Club Brugge (4–3–3): |    |                    |     |
|                      |    |                    |     |
| GK                   | 16 | Sébastien Bruzzese |     |
| RB                   | 2  | Davy De fauw       | 80' |
| CB                   | 4  | Óscar Duarte       |     |
| CB                   | 44 | Brandon Mechele    |     |
| LB                   | 28 | Laurens De Bock    |     |
| CM                   | 25 | Ruud Vormer        |     |
| CM                   | 3  | Timmy Simons       |     |
| AM                   | 20 | Hans Vanaken       |     |
| RW                   | 7  | Víctor Vázquez     | 59' |
| CF                   | 10 | Abdoulay Diaby     |     |
| LW                   | 63 | Boli Bolingoli     | 72' |
| Wisselspelers:       |    |                    |     |
|                      |    |                    |     |
| FW                   | 22 | José Izquierdo     | 59' |
| FW                   | 9  | Tom De Sutter      | 72' |
| DF                   | 21 | Dion Cools         | 80' |
| Coach:               |    |                    |     |
| Michel Preud'homme   |    |                    |     |

### Derde voorronde UEFA Champions League (terug)
|                                                  |                                  |                |               |                                                                                    |
| 5 augustus 2015 Voorrondes UEFA Champions League | Club Brugge                      | 3 – 0          | Panathinaikos | Jan Breydelstadion, Brugge Toeschouwers: 29.344 Scheidsrechter: Stefan Johannesson |
| 5 augustus 2015 Voorrondes UEFA Champions League | 53' Cools 58' Vázquez 82' Oulare | Wedstrijdfiche |               | Jan Breydelstadion, Brugge Toeschouwers: 29.344 Scheidsrechter: Stefan Johannesson |

| Club Brugge | Panathinaikos |

| Club Brugge (4–3–3): |    |                    |     |
|                      |    |                    |     |
| GK                   | 16 | Sébastien Bruzzese |     |
| RB                   | 21 | Dion Cools         |     |
| CB                   | 4  | Óscar Duarte       | 32' |
| CB                   | 44 | Brandon Mechele    |     |
| LB                   | 28 | Laurens De Bock    |     |
| CM                   | 25 | Ruud Vormer        |     |
| CM                   | 3  | Timmy Simons       |     |
| AM                   | 7  | Víctor Vázquez     | 84' |
| RW                   | 10 | Abdoulay Diaby     | 64' |
| CF                   | 9  | Tom De Sutter      | 77' |
| LW                   | 55 | Tuur Dierckx       | 66' |
| Wisselspelers:       |    |                    |     |
|                      |    |                    |     |
| FW                   | 63 | Boli Bolingoli     | 66' |
| FW                   | 58 | Obbi Oulare        | 77' |
| MF                   | 20 | Hans Vanaken       | 84' |
| Coach:               |    |                    |     |
| Michel Preud'homme   |    |                    |     |

| Panathinaikos (4–4–2): |    |                           |     |
|                        |    |                           |     |
| GK                     | 1  | Stefanos Kotsolis         |     |
| RB                     | 11 | Jens Wemmer               |     |
| CB                     | 5  | Kostas Triantafyllopoulos |     |
| CB                     | 20 | Stathis Tavlaridis        | 66' |
| LB                     | 32 | Danijel Pranjić           |     |
| RM                     | 10 | Zeca                      |     |
| CM                     | 4  | Giorgos Koutroubis        | 60' |
| CM                     | 8  | Tasos Lagos               |     |
| LM                     | 29 | Sotiris Ninis             | 73' |
| RF                     | 19 | Nikos Karelis             | 74' |
| LF                     | 9  | Marcus Berg               |     |
| Wisselspelers:         |    |                           |     |
|                        |    |                           |     |
| FW                     | 33 | Mladen Petrić             | 60' |
| MF                     | 17 | Robin Lod                 | 73' |
| FW                     | 7  | Viktor Klonaridis         | 74' |
| Coach:                 |    |                           |     |
| Yannis Anastasiou      |    |                           |     |

### Play-offs UEFA Champions League (heen)
|                                                  |                            |                |                   |                                                                             |
| 18 augustus 2015 Play-offs UEFA Champions League | Manchester United          | 3 – 1          | Club Brugge       | Old Trafford, Manchester Toeschouwers: 75.312 Scheidsrechter: Deniz Aytekin |
| 18 augustus 2015 Play-offs UEFA Champions League | 8', 43' Depay 90' Fellaini | Wedstrijdfiche | 8' (e.d.) Carrick | Old Trafford, Manchester Toeschouwers: 75.312 Scheidsrechter: Deniz Aytekin |

| Manchester United | Club Brugge |

| Manchester United (4–3–3): |    |                        |     |
|                            |    |                        |     |
| GK                         | 20 | Sergio Romero          |     |
| RB                         | 32 | Matteo Darmian         | 50' |
| CB                         | 12 | Chris Smalling         | 81' |
| CB                         | 17 | Daley Blind            |     |
| LB                         | 23 | Luke Shaw              |     |
| CM                         | 16 | Michael Carrick        | 46' |
| CM                         | 28 | Morgan Schneiderlin    |     |
| AM                         | 8  | Juan Mata              |     |
| RW                         | 11 | Adnan Januzaj          | 72' |
| CF                         | 10 | Wayne Rooney           | 84' |
| LW                         | 7  | Memphis Depay          |     |
| Wisselspelers:             |    |                        |     |
|                            |    |                        |     |
| MF                         | 31 | Bastian Schweinsteiger | 46' |
| FW                         | 14 | Chicharito             | 72' |
| MF                         | 27 | Marouane Fellaini      | 84' |
| Coach:                     |    |                        |     |
| Louis van Gaal             |    |                        |     |

| Club Brugge (4–3–3): |    |                    |     |
|                      |    |                    |     |
| GK                   | 16 | Sébastien Bruzzese |     |
| RB                   | 21 | Dion Cools         |     |
| CB                   | 4  | Óscar Duarte       |     |
| CB                   | 44 | Brandon Mechele    | 80' |
| LB                   | 28 | Laurens De Bock    |     |
| CM                   | 25 | Ruud Vormer        | 90' |
| CM                   | 3  | Timmy Simons       | 40' |
| AM                   | 7  | Víctor Vázquez     | 78' |
| RW                   | 55 | Tuur Dierckx       |     |
| CF                   | 10 | Abdoulay Diaby     | 56' |
| LW                   | 63 | Boli Bolingoli     | 25' |
| Wisselspelers:       |    |                    |     |
|                      |    |                    |     |
| MF                   | 6  | Claudemir          | 40' |
| FW                   | 58 | Obbi Oulare        | 56' |
| MF                   | 20 | Hans Vanaken       | 78' |
| Coach:               |    |                    |     |
| Michel Preud'homme   |    |                    |     |

### Play-offs UEFA Champions League (terug)
|                                                  |             |                |                                  |                                                                                     |
| 26 augustus 2015 Play-offs UEFA Champions League | Club Brugge | 0 – 4          | Manchester United                | Jan Breydelstadion, Brugge Toeschouwers: 28.733 Scheidsrechter: Antonio Mateu Lahoz |
| 26 augustus 2015 Play-offs UEFA Champions League |             | Wedstrijdfiche | 20', 49', 57' Rooney 63' Herrera | Jan Breydelstadion, Brugge Toeschouwers: 28.733 Scheidsrechter: Antonio Mateu Lahoz |

| Club Brugge | Manchester United |

| Club Brugge (4–3–3): |    |                          |     |
|                      |    |                          |     |
| GK                   | 38 | Sinan Bolat              |     |
| RB                   | 2  | Davy De fauw             |     |
| CB                   | 4  | Óscar Duarte             |     |
| CB                   | 5  | Jean-Charles Castelletto |     |
| LB                   | 28 | Laurens De Bock          |     |
| CM                   | 25 | Ruud Vormer              |     |
| CM                   | 6  | Claudemir                | 45' |
| AM                   | 7  | Víctor Vázquez           | 63' |
| RW                   | 10 | Abdoulay Diaby           | 63' |
| CF                   | 9  | Tom De Sutter            |     |
| LW                   | 63 | Boli Bolingoli           | 77' |
| Wisselspelers:       |    |                          |     |
|                      |    |                          |     |
| MF                   | 20 | Hans Vanaken             | 63' |
| FW                   | 55 | Tuur Dierckx             | 63' |
| DF                   | 21 | Dion Cools               | 77' |
| Coach:               |    |                          |     |
| Michel Preud'homme   |    |                          |     |

| Manchester United (4–3–3): |    |                        |         |
|                            |    |                        |         |
| GK                         | 20 | Sergio Romero          |         |
| RB                         | 36 | Matteo Darmian         |         |
| CB                         | 12 | Chris Smalling         |         |
| CB                         | 17 | Daley Blind            |         |
| LB                         | 23 | Luke Shaw              |         |
| CM                         | 16 | Michael Carrick        |         |
| CM                         | 21 | Ander Herrera          | 13' 64' |
| AM                         | 8  | Juan Mata              | 62'     |
| RW                         | 11 | Adnan Januzaj          | 46'     |
| CF                         | 10 | Wayne Rooney           |         |
| LW                         | 7  | Memphis Depay          |         |
| Wisselspelers:             |    |                        |         |
|                            |    |                        |         |
| MF                         | 31 | Bastian Schweinsteiger | 46'     |
| MF                         | 18 | Ashley Young           | 62'     |
| FW                         | 14 | Chicharito             | 64'     |
| Coach:                     |    |                        |         |
| Louis van Gaal             |    |                        |         |

### Groepsfase UEFA Europa League speeldag 1
|                                                 |                                              |                |             |                                                                   |
| 17 september 2015 Groepsfase UEFA Europa League | SSC Napoli                                   | 5 – 0          | Club Brugge | San Paolo, Napels Toeschouwers: 12.000 Scheidsrechter: István Vad |
| 17 september 2015 Groepsfase UEFA Europa League | 5', 77' Callejón 19', 25' Mertens 53' Hamšík | Wedstrijdfiche |             | San Paolo, Napels Toeschouwers: 12.000 Scheidsrechter: István Vad |

| SSC Napoli | Club Brugge |

| SSC Napoli (4–3–3): |    |                   |     |
|                     |    |                   |     |
| GK                  | 25 | Pepe Reina        |     |
| RB                  | 2  | Elseid Hysaj      |     |
| CB                  | 26 | Kalidou Koulibaly |     |
| CB                  | 33 | Raúl Albiol       |     |
| LB                  | 31 | Faouzi Ghoulam    |     |
| DM                  | 8  | Jorginho          |     |
| CM                  | 17 | Marek Hamšík      | 62' |
| CM                  | 19 | David López       |     |
| RW                  | 7  | José Callejón     |     |
| CF                  | 9  | Gonzalo Higuaín   | 71' |
| LW                  | 14 | Dries Mertens     | 75' |
| Wisselspelers:      |    |                   |     |
|                     |    |                   |     |
| MF                  | 5  | Allan             | 62' |
| FW                  | 23 | Manolo Gabbiadini | 71' |
| FW                  | 24 | Lorenzo Insigne   | 75' |
| Coach:              |    |                   |     |
| Maurizio Sarri      |    |                   |     |

| Club Brugge (4–3–3): |    |                 |     |
|                      |    |                 |     |
| GK                   | 38 | Sinan Bolat     |     |
| RB                   | 19 | Thomas Meunier  |     |
| CB                   | 4  | Óscar Duarte    |     |
| CB                   | 44 | Brandon Mechele |     |
| LB                   | 28 | Laurens De Bock |     |
| CM                   | 25 | Ruud Vormer     |     |
| CM                   | 3  | Timmy Simons    | 90' |
| AM                   | 7  | Víctor Vázquez  | 69' |
| RW                   | 10 | Abdoulay Diaby  | 60' |
| CF                   | 17 | Leandro Pereira |     |
| LW                   | 63 | Boli Bolingoli  | 46' |
| Wisselspelers:       |    |                 |     |
|                      |    |                 |     |
| FW                   | 22 | José Izquierdo  | 46' |
| MF                   | 6  | Claudemir       | 60' |
| DF                   | 2  | Davy De fauw    | 69' |
| Coach:               |    |                 |     |
| Michel Preud'homme   |    |                 |     |

### Groepsfase UEFA Europa League speeldag 2
|                                              |             |                |                                 |                                                                               |
| 1 oktober 2015 Groepsfase UEFA Europa League | Club Brugge | 1 – 3          | FC Midtjylland                  | Jan Breydelstadion, Brugge Toeschouwers: 14.126 Scheidsrechter: Steven McLean |
| 1 oktober 2015 Groepsfase UEFA Europa League | 79' Meunier | Wedstrijdfiche | 51' Sisto 67' Onuachu 74' Novák | Jan Breydelstadion, Brugge Toeschouwers: 14.126 Scheidsrechter: Steven McLean |

| Club Brugge | FC Midtjylland |

| Club Brugge (4–3–3): |    |                    |     |
|                      |    |                    |     |
| GK                   | 16 | Sébastien Bruzzese |     |
| RB                   | 2  | Davy De fauw       | 70' |
| CB                   | 4  | Óscar Duarte       |     |
| CB                   | 44 | Brandon Mechele    |     |
| LB                   | 28 | Laurens De Bock    | 90' |
| CM                   | 25 | Ruud Vormer        |     |
| CM                   | 6  | Claudemir          |     |
| AM                   | 20 | Hans Vanaken       |     |
| RW                   | 10 | Abdoulay Diaby     | 63' |
| CF                   | 17 | Leandro Pereira    |     |
| LW                   | 22 | José Izquierdo     | 71' |
| Wisselspelers:       |    |                    |     |
|                      |    |                    |     |
| FW                   | 9  | Jelle Vossen       | 63' |
| DF                   | 19 | Thomas Meunier     | 70' |
| FW                   | 55 | Tuur Dierckx       | 71' |
| Coach:               |    |                    |     |
| Michel Preud'homme   |    |                    |     |

| FC Midtjylland (4–1–4–1): |    |                   |     |
|                           |    |                   |     |
| GK                        | 31 | Mikkel Andersen   |     |
| RB                        | 32 | Kristian Bach Bak | 31' |
| CB                        | 4  | Erik Svjatsjenko  | 76' |
| CB                        | 2  | Kian Hansen       |     |
| LB                        | 70 | Filip Novák       |     |
| DM                        | 3  | Tim Sparv         |     |
| RM                        | 27 | Pione Sisto       | 78' |
| CM                        | 7  | Jakob Poulsen     |     |
| CM                        | 17 | Kristoffer Olsson | 3'  |
| LM                        | 77 | Daniel Royer      |     |
| CF                        | 9  | Morten Rasmussen  | 54' |
| Wisselspelers:            |    |                   |     |
|                           |    |                   |     |
| MF                        | 28 | André Rømer       | 31' |
| FW                        | 33 | Paul Onuachu      | 54' |
| FW                        | 11 | Marco Ureña       | 78' |
| Coach:                    |    |                   |     |
| Jess Thorup               |    |                   |     |

### Groepsfase UEFA Europa League speeldag 3
|                                               |                |                |             |                                                                                        |
| 22 oktober 2015 Groepsfase UEFA Europa League | Legia Warschau | 1 – 1          | Club Brugge | Stadion Wojska Polskiego, Warschau Toeschouwers: 16.320 Scheidsrechter: Harald Lechner |
| 22 oktober 2015 Groepsfase UEFA Europa League | 51' Kucharczyk | Wedstrijdfiche | 39' De fauw | Stadion Wojska Polskiego, Warschau Toeschouwers: 16.320 Scheidsrechter: Harald Lechner |

| Legia Warschau | Club Brugge |

| Legia Warschau (4–2–3–1): |    |                     |     |
|                           |    |                     |     |
| GK                        | 12 | Dušan Kuciak        |     |
| RB                        | 28 | Łukasz Broź         |     |
| CB                        | 25 | Jakub Rzeźniczak    | 50' |
| CB                        | 4  | Igor Lewczuk        |     |
| LB                        | 17 | Tomasz Brzyski      |     |
| CM                        | 2  | Michał Pazdan       |     |
| CM                        | 3  | Tomasz Jodłowiec    |     |
| RM                        | 6  | Guilherme           | 46' |
| AM                        | 37 | Dominik Furman      | 46' |
| LM                        | 18 | Michał Kucharczyk   |     |
| CF                        | 11 | Nemanja Nikolics    | 76' |
| Wisselspelers:            |    |                     |     |
|                           |    |                     |     |
| MF                        | 8  | Ondrej Duda         | 46' |
| FW                        | 20 | Ivan Tričkovski     | 46' |
| FW                        | 99 | Aleksandar Prijović | 76' |
| Coach:                    |    |                     |     |
| Stanislav Tsjertsjesov    |    |                     |     |

| Club Brugge (4–3–3): |    |                    |     |
|                      |    |                    |     |
| GK                   | 16 | Sébastien Bruzzese |     |
| RB                   | 19 | Thomas Meunier     |     |
| CB                   | 44 | Brandon Mechele    |     |
| CB                   | 24 | Stefano Denswil    |     |
| LB                   | 63 | Boli Bolingoli     | 68' |
| CM                   | 2  | Davy De fauw       |     |
| CM                   | 3  | Timmy Simons       |     |
| AM                   | 20 | Hans Vanaken       |     |
| RW                   | 10 | Abdoulay Diaby     | 71' |
| CF                   | 9  | Jelle Vossen       | 80' |
| LW                   | 22 | José Izquierdo     |     |
| Wisselspelers:       |    |                    |     |
|                      |    |                    |     |
| DF                   | 28 | Laurens De Bock    | 68' |
| FW                   | 55 | Tuur Dierckx       | 71' |
| FW                   | 17 | Leandro Pereira    | 80' |
| Coach:               |    |                    |     |
| Michel Preud'homme   |    |                    |     |

### Groepsfase UEFA Europa League speeldag 4
|                                               |             |                |                |                                                                                  |
| 5 november 2015 Groepsfase UEFA Europa League | Club Brugge | 1 – 0          | Legia Warschau | Jan Breydelstadion, Brugge Toeschouwers: 16.349 Scheidsrechter: Marijo Strahonja |
| 5 november 2015 Groepsfase UEFA Europa League | 38' Meunier | Wedstrijdfiche |                | Jan Breydelstadion, Brugge Toeschouwers: 16.349 Scheidsrechter: Marijo Strahonja |

| Club Brugge | Legia Warschau |

| Club Brugge (4–3–3): |    |                    |     |
|                      |    |                    |     |
| GK                   | 16 | Sébastien Bruzzese |     |
| RB                   | 19 | Thomas Meunier     |     |
| CB                   | 44 | Brandon Mechele    |     |
| CB                   | 24 | Stefano Denswil    |     |
| LB                   | 28 | Laurens De Bock    | 72' |
| CM                   | 6  | Claudemir          |     |
| CM                   | 3  | Timmy Simons       |     |
| AM                   | 7  | Víctor Vázquez     | 90' |
| RW                   | 10 | Abdoulay Diaby     | 82' |
| CF                   | 17 | Leandro Pereira    | 74' |
| LW                   | 18 | Felipe Gedoz       |     |
| Wisselspelers:       |    |                    |     |
|                      |    |                    |     |
| FW                   | 9  | Jelle Vossen       | 74' |
| FW                   | 63 | Boli Bolingoli     | 82' |
| MF                   | 20 | Hans Vanaken       | 90' |
| Coach:               |    |                    |     |
| Michel Preud'homme   |    |                    |     |

| Legia Warschau (4–3–3): |    |                     |         |
|                         |    |                     |         |
| GK                      | 12 | Dušan Kuciak        |         |
| RB                      | 19 | Bartosz Bereszyński | 67'     |
| CB                      | 25 | Jakub Rzeźniczak    |         |
| CB                      | 4  | Igor Lewczuk        |         |
| LB                      | 17 | Tomasz Brzyski      |         |
| CM                      | 2  | Michał Pazdan       |         |
| CM                      | 3  | Tomasz Jodłowiec    | 62'     |
| AM                      | 23 | Stojan Vranješ      |         |
| RW                      | 8  | Ondrej Duda         |         |
| CF                      | 9  | Marek Saganowski    | 27' 59' |
| LW                      | 20 | Ivan Tričkovski     |         |
| Wisselspelers:          |    |                     |         |
|                         |    |                     |         |
| FW                      | 99 | Aleksandar Prijović | 59'     |
| MF                      | 6  | Guilherme           | 62' 83' |
| FW                      | 18 | Michał Kucharczyk   | 67'     |
| Coach:                  |    |                     |         |
| Stanislav Tsjertsjesov  |    |                     |         |

### Groepsfase UEFA Europa League speeldag 5
|                                                |             |                |               |                                                                         |
| 26 november 2015 Groepsfase UEFA Europa League | Club Brugge | 0 – 1          | SSC Napoli    | Jan Breydelstadion, Brugge Toeschouwers: 0 Scheidsrechter: Marius Avram |
| 26 november 2015 Groepsfase UEFA Europa League |             | Wedstrijdfiche | 41' Chiricheș | Jan Breydelstadion, Brugge Toeschouwers: 0 Scheidsrechter: Marius Avram |

| Club Brugge | SSC Napoli |

| Club Brugge (4–3–3): |    |                    |     |
|                      |    |                    |     |
| GK                   | 16 | Sébastien Bruzzese |     |
| RB                   | 19 | Thomas Meunier     |     |
| CB                   | 44 | Brandon Mechele    |     |
| CB                   | 24 | Stefano Denswil    | 66' |
| LB                   | 2  | Davy De fauw       |     |
| CM                   | 25 | Ruud Vormer        |     |
| CM                   | 3  | Timmy Simons       | 88' |
| AM                   | 7  | Víctor Vázquez     | 81' |
| RW                   | 18 | Felipe Gedoz       | 81' |
| CF                   | 9  | Jelle Vossen       |     |
| LW                   | 22 | José Izquierdo     | 23' |
| Wisselspelers:       |    |                    |     |
|                      |    |                    |     |
| MF                   | 20 | Hans Vanaken       | 81' |
| FW                   | 10 | Abdoulay Diaby     | 81' |
| FW                   | 17 | Leandro Pereira    | 88' |
| Coach:               |    |                    |     |
| Michel Preud'homme   |    |                    |     |

| SSC Napoli (3–4–3): |    |                    |     |
|                     |    |                    |     |
| GK                  | 22 | Gabriel            |     |
| CB                  | 21 | Vlad Chiricheș     |     |
| CB                  | 26 | Kalidou Koulibaly  |     |
| CB                  | 19 | David López        | 37' |
| RM                  | 11 | Christian Maggio   | 38' |
| CM                  | 6  | Mirko Valdifiori   |     |
| CM                  | 94 | Nathaniel Chalobah | 81' |
| LM                  | 3  | Ivan Strinić       |     |
| RW                  | 17 | Marek Hamšík       | 69' |
| CF                  | 7  | José Callejón      | 77' |
| LW                  | 77 | Omar El Kaddouri   |     |
| Wisselspelers:      |    |                    |     |
|                     |    |                    |     |
| DF                  | 2  | Elseid Hysaj       | 69' |
| DF                  | 31 | Faouzi Ghoulam     | 77' |
| MF                  | 5  | Allan              | 81' |
| Coach:              |    |                    |     |
| Maurizio Sarri      |    |                    |     |

### Groepsfase UEFA Europa League speeldag 6
|                                                |                |                |             |                                                                                 |
| 10 december 2015 Groepsfase UEFA Europa League | FC Midtjylland | 1 – 1          | Club Brugge | MCH Arena, Herning Toeschouwers: 8.624 Scheidsrechter: Javier Estrada Fernández |
| 10 december 2015 Groepsfase UEFA Europa League | 27' Sisto      | Wedstrijdfiche | 68' Vossen  | MCH Arena, Herning Toeschouwers: 8.624 Scheidsrechter: Javier Estrada Fernández |

| FC Midtjylland | Club Brugge |

| FC Midtjylland (4–1–4–1): |    |                   |     |
|                           |    |                   |     |
| GK                        | 31 | Mikkel Andersen   | 90' |
| RB                        | 28 | André Rømer       | 52' |
| CB                        | 4  | Erik Svjatsjenko  |     |
| CB                        | 2  | Kian Hansen       |     |
| LB                        | 70 | Filip Novák       |     |
| DM                        | 3  | Tim Sparv         |     |
| RM                        | 27 | Pione Sisto       | 74' |
| CM                        | 7  | Jakob Poulsen     | 87' |
| CM                        | 17 | Kristoffer Olsson | 90' |
| LM                        | 77 | Daniel Royer      |     |
| CF                        | 10 | Martin Pušić      | 83' |
| Wisselspelers:            |    |                   |     |
|                           |    |                   |     |
| FW                        | 11 | Marco Ureña       | 74' |
| FW                        | 33 | Paul Onuachu      | 83' |
| DF                        | 15 | Jesper Lauridsen  | 90' |
| Coach:                    |    |                   |     |
| Jess Thorup               |    |                   |     |

| Club Brugge (4–3–3): |    |                    |     |
|                      |    |                    |     |
| GK                   | 16 | Sébastien Bruzzese |     |
| RB                   | 19 | Thomas Meunier     |     |
| CB                   | 44 | Brandon Mechele    | 81' |
| CB                   | 24 | Stefano Denswil    |     |
| LB                   | 2  | Davy De fauw       |     |
| CM                   | 25 | Ruud Vormer        |     |
| CM                   | 3  | Timmy Simons       |     |
| AM                   | 7  | Víctor Vázquez     | 56' |
| RW                   | 18 | Felipe Gedoz       | 46' |
| CF                   | 9  | Jelle Vossen       | 67' |
| LW                   | 22 | José Izquierdo     | 62' |
| Wisselspelers:       |    |                    |     |
|                      |    |                    |     |
| FW                   | 8  | Lior Refaelov      | 46' |
| FW                   | 17 | Leandro Pereira    | 62' |
| DF                   | 40 | Björn Engels       | 81' |
| Coach:               |    |                    |     |
| Michel Preud'homme   |    |                    |     |

### Eindstand groepsfase Europa League
| Club           | Wed | Win | Gel | Ver | DV | DT | +/− | Pnt |
| -------------- | --- | --- | --- | --- | -- | -- | --- | --- |
| Napoli         | 6   | 6   | 0   | 0   | 22 | 3  | +19 | 18  |
| FC Midtjylland | 6   | 2   | 1   | 3   | 6  | 12 | −6  | 7   |
| Club Brugge    | 6   | 1   | 2   | 3   | 4  | 11 | −7  | 5   |
| Legia Warschau | 6   | 1   | 1   | 4   | 4  | 10 | −6  | 4   |

#### Opmerking
1. ↑  Vanwege een verhoogde terreurdreiging in België, na de aanslagen in Parijs, moest de terugwedstrijd van Club Brugge tegen SSC Napoli op de vijfde speeldag achter gesloten deuren worden gespeeld.

## Beker van België

### Wedstrijden
| Wedstrijddetails                                    | Thuisploeg                     | Uitslag         | Uitploeg                                      | Opstelling | Kaarten                                       |
| --------------------------------------------------- | ------------------------------ | --------------- | --------------------------------------------- | --- | --------------------------------------------- |
| 1/16 finale                                         |                                |                 |                                               | |                                               |
| 23 september 2015 20:30 Patrostadion Maasmechelen   | Patro Eisden Maasmechelen (II) | 0-4             | Club Brugge                                   | Bruzzese Meunier (46' Cools), De fauw, Duarte, De Bock (65' Bolingoli) Claudemir, Simons, Vanaken Diaby, Vossen (77' Izquierdo), Dierckx | Claudemir                                     |
| 23 september 2015 20:30 Patrostadion Maasmechelen   |                                | 0-1 0-2 0-3 0-4 | 3' Vanaken 26' Meunier 38' Vossen 63' Vanaken | Bruzzese Meunier (46' Cools), De fauw, Duarte, De Bock (65' Bolingoli) Claudemir, Simons, Vanaken Diaby, Vossen (77' Izquierdo), Dierckx | Claudemir                                     |
| 1/8 finale                                          |                                |                 |                                               | |                                               |
| 3 december 2015 20:45 Jan Breydelstadion Brugge     | Club Brugge                    | 1-0             | KSC Lokeren                                   | Bruzzese Meunier, Mechele, Denswil, De fauw Vormer, Simons, Vanaken Gedoz (83' Refaelov), Vossen, Izquierdo (69' Dierckx)                |                                               |
| 3 december 2015 20:45 Jan Breydelstadion Brugge     | 90+3' Denswil                  | 1-0             |                                               | Bruzzese Meunier, Mechele, Denswil, De fauw Vormer, Simons, Vanaken Gedoz (83' Refaelov), Vossen, Izquierdo (69' Dierckx)                |                                               |
| Kwartfinale                                         |                                |                 |                                               | |                                               |
| 16 december 2015 20:45 't Kuipje Westerlo           | KVC Westerlo                   | 0-2             | Club Brugge                                   | Bruzzese De fauw, Engels, Mechele, De fauw Vormer, Simons, Vanaken Gedoz (85' Dierckx), Diaby (88' Claudemir), Izquierdo (68' Refaelov)  |                                               |
| 16 december 2015 20:45 't Kuipje Westerlo           |                                | 0-1 0-2         | 18' Diaby 73' Diaby (pen.)                    | Bruzzese De fauw, Engels, Mechele, De fauw Vormer, Simons, Vanaken Gedoz (85' Dierckx), Diaby (88' Claudemir), Izquierdo (68' Refaelov)  |                                               |
| Halve finale                                        |                                |                 |                                               | |                                               |
| 21 januari 2016 20:45 Ghelamco Arena Gent           | AA Gent                        | 2-1             | Club Brugge                                   | Butelle Meunier, Engels, Denswil, Cools Vormer, Simons, Vanaken Refaelov (65' De fauw), Diaby (72' Vossen), Izquierdo (82' Gedoz)        | 24' Cools 27' Engels 30' Denswil 35' Refaelov |
| 21 januari 2016 20:45 Ghelamco Arena Gent           | 60' Dejaegere 90+2' Kums       | 0-1 1-1 2-1     | 39' Diaby                                     | Butelle Meunier, Engels, Denswil, Cools Vormer, Simons, Vanaken Refaelov (65' De fauw), Diaby (72' Vossen), Izquierdo (82' Gedoz)        | 24' Cools 27' Engels 30' Denswil 35' Refaelov |
| 3 februari 2016 20:45 Jan Breydelstadion Brugge     | Club Brugge                    | 1-0             | AA Gent                                       | Butelle Meunier, Engels, Denswil, De Bock Vormer, Simons, Vanaken Refaelov (88' Cools), Diaby (90+3' Vossen), Izquierdo                  | 78' De Bock 82' Izquierdo                     |
| 3 februari 2016 20:45 Jan Breydelstadion Brugge     | 21' Diaby                      | 1-0             |                                               | Butelle Meunier, Engels, Denswil, De Bock Vormer, Simons, Vanaken Refaelov (88' Cools), Diaby (90+3' Vossen), Izquierdo                  | 78' De Bock 82' Izquierdo                     |
| Finale                                              |                                |                 |                                               | |                                               |
| 20 maart 2016 16:00 Koning Boudewijnstadion Brussel | Club Brugge                    | 1-2             | Standard Luik                                 | Butelle Meunier, Engels, Poulain, De Bock Vormer (90' Vossen), Simons, Vanaken (90' Gedoz) Refaelov, Diaby, Izquierdo (61' Dierckx)      | 9' Simons 20' Vanaken 51' Diaby 90+1' Gedoz   |
| 20 maart 2016 16:00 Koning Boudewijnstadion Brussel | 27' Refaelov                   | 0-1 1-1 1-2     | 17' Dompé 88' Santini                         | Butelle Meunier, Engels, Poulain, De Bock Vormer (90' Vossen), Simons, Vanaken (90' Gedoz) Refaelov, Diaby, Izquierdo (61' Dierckx)      | 9' Simons 20' Vanaken 51' Diaby 90+1' Gedoz   |

## Laatste 16
Dit schema toont de laatste 16 overgebleven clubs en de wedstrijden vanaf de 1/8 finales.
|  | 1/8 finale          | 1/8 finale        |   |               | kwartfinale | kwartfinale |  |               | halve finale | halve finale | halve finale | halve finale |  |             | finale | finale |
|  |                     |                   |   |               |             |             |  |               |              |              |              |              |  |             |        |        |
|  | KAA Gent            | 1                 |   |               |             |             |  |               |              |              |              |              |  |             |        |        |
|  | Zulte Waregem       | 0                 |   |               |             |             |  |               |              |              |              |              |  |             |        |        |
|  | Zulte Waregem       | 0                 |   | KAA Gent      | 1           |             |  |               |              |              |              |              |  |             |        |        |
|  |                     |                   |   | KAA Gent      | 1           |             |  |               |              |              |              |              |  |             |        |        |
|  |                     | KV Mechelen       | 0 |               |             |             |  |               |              |              |              |              |  |             |        |        |
|  | KV Mechelen         | KV Mechelen       | 0 | 2             |             |             |  |               |              |              |              |              |  |             |        |        |
|  | KV Mechelen         |                   |   | 2             |             |             |  |               |              |              |              |              |  |             |        |        |
|  | Waasland-Beveren    | 1                 |   |               |             |             |  |               |              |              |              |              |  |             |        |        |
|  | Waasland-Beveren    | 1                 |   |               |             |             |  | KAA Gent      | 2            | 0            | 2            |              |  |             |        |        |
|  |                     |                   |   |               |             |             |  | KAA Gent      | 2            | 0            | 2            |              |  |             |        |        |
|  |                     | Club Brugge       | 1 | 1             | 2           |             |  |               |              |              |              |              |  |             |        |        |
|  | KVC Westerlo        | Club Brugge       | 1 | 1             | 2           | 1 (5)       |  |               |              |              |              |              |  |             |        |        |
|  | KVC Westerlo        |                   |   |               |             | 1 (5)       |  |               |              |              |              |              |  |             |        |        |
|  | Antwerp FC (II)     | 1 (4)             |   |               |             |             |  |               |              |              |              |              |  |             |        |        |
|  | Antwerp FC (II)     | 1 (4)             |   | KVC Westerlo  | 0           |             |  |               |              |              |              |              |  |             |        |        |
|  |                     |                   |   | KVC Westerlo  | 0           |             |  |               |              |              |              |              |  |             |        |        |
|  |                     | Club Brugge       | 2 |               |             |             |  |               |              |              |              |              |  |             |        |        |
|  | Club Brugge         | Club Brugge       | 2 | 1             |             |             |  |               |              |              |              |              |  |             |        |        |
|  | Club Brugge         |                   |   | 1             |             |             |  |               |              |              |              |              |  |             |        |        |
|  | KSC Lokeren         | 0                 |   |               |             |             |  |               |              |              |              |              |  |             |        |        |
|  | KSC Lokeren         | 0                 |   |               |             |             |  |               |              |              |              |              |  | Club Brugge | 1      |        |
|  |                     |                   |   |               |             |             |  |               |              |              |              |              |  | Club Brugge | 1      |        |
|  |                     | Standard Luik     | 2 |               |             |             |  |               |              |              |              |              |  |             |        |        |
|  | Standard Luik       | Standard Luik     | 2 | 2             |             |             |  |               |              |              |              |              |  |             |        |        |
|  | Standard Luik       |                   |   | 2             |             |             |  |               |              |              |              |              |  |             |        |        |
|  | Sint-Truidense VV   | 0                 |   |               |             |             |  |               |              |              |              |              |  |             |        |        |
|  | Sint-Truidense VV   | 0                 |   | Standard Luik | 2           |             |  |               |              |              |              |              |  |             |        |        |
|  |                     |                   |   | Standard Luik | 2           |             |  |               |              |              |              |              |  |             |        |        |
|  |                     | KV Kortrijk       | 0 |               |             |             |  |               |              |              |              |              |  |             |        |        |
|  | KV Kortrijk         | KV Kortrijk       | 0 | 4             |             |             |  |               |              |              |              |              |  |             |        |        |
|  | KV Kortrijk         |                   |   | 4             |             |             |  |               |              |              |              |              |  |             |        |        |
|  | RSC Anderlecht      | 2                 |   |               |             |             |  |               |              |              |              |              |  |             |        |        |
|  | RSC Anderlecht      | 2                 |   |               |             |             |  | Standard Luik | 2            | 1            | 3            |              |  |             |        |        |
|  |                     |                   |   |               |             |             |  | Standard Luik | 2            | 1            | 3            |              |  |             |        |        |
|  |                     | KRC Genk          | 0 | 1             | 1           |             |  |               |              |              |              |              |  |             |        |        |
|  | KRC Genk            | KRC Genk          | 0 | 1             | 1           | 1 (5)       |  |               |              |              |              |              |  |             |        |        |
|  | KRC Genk            |                   |   |               |             | 1 (5)       |  |               |              |              |              |              |  |             |        |        |
|  | Sporting Charleroi  | 1 (4)             |   |               |             |             |  |               |              |              |              |              |  |             |        |        |
|  | Sporting Charleroi  | 1 (4)             |   | KRC Genk      | 2           |             |  |               |              |              |              |              |  |             |        |        |
|  |                     |                   |   | KRC Genk      | 2           |             |  |               |              |              |              |              |  |             |        |        |
|  |                     | Mouscron-Péruwelz | 1 |               |             |             |  |               |              |              |              |              |  |             |        |        |
|  | Mouscron-Péruwelz   | Mouscron-Péruwelz | 1 | 2             |             |             |  |               |              |              |              |              |  |             |        |        |
|  | Mouscron-Péruwelz   |                   |   | 2             |             |             |  |               |              |              |              |              |  |             |        |        |
|  | Oud-Heverlee Leuven | 0                 |   |               |             |             |  |               |              |              |              |              |  |             |        |        |

Opmerking: het getal tussen haakjes duidt op het resultaat in de strafschoppenreeks

### Finale
|                                                     |              |       |                       |                                                                                     |
| 20 maart 2016 16:00 (UTC+1) Finale Beker van België | Club Brugge  | 1 – 2 | Standard de Liège     | Koning Boudewijnstadion, Brussel Toeschouwers: 44.379 Scheidsrechter: Johan Verbist |
| 20 maart 2016 16:00 (UTC+1) Finale Beker van België | Refaelov 27' |       | 17' Dompé 88' Santini | Koning Boudewijnstadion, Brussel Toeschouwers: 44.379 Scheidsrechter: Johan Verbist |

| Club Brugge | Standard |

| Club Brugge:       |    |                    |           |
|                    |    |                    |           |
| GK                 | 1  | Ludovic Butelle    |           |
| RB                 | 19 | Thomas Meunier     |           |
| CB                 | 40 | Björn Engels       |           |
| CB                 | 5  | Benoît Poulain     |           |
| LB                 | 28 | Laurens De Bock    |           |
| CM                 | 3  | Timmy Simons       | 9'        |
| CM                 | 25 | Ruud Vormer        | 90'       |
| AM                 | 20 | Hans Vanaken       | 20' 90'   |
| RW                 | 8  | Lior Refaelov      |           |
| CF                 | 10 | Abdoulay Diaby     | 51'       |
| LW                 | 22 | José Izquierdo     | 61'       |
| Wisselspelers:     |    |                    |           |
| DF                 | 2  | Davy De fauw       |           |
| MF                 | 6  | Claudemir          |           |
| FW                 | 9  | Jelle Vossen       | 90'       |
| GK                 | 16 | Sébastien Bruzzese |           |
| FW                 | 18 | Felipe Gedoz       | 90' 90+1' |
| DF                 | 44 | Brandon Mechele    |           |
| MF                 | 55 | Tuur Dierckx       | 61'       |
| Coach:             |    |                    |           |
| Michel Preud'homme |    |                    |           |

| Standard de Liège: |    |                  |         |
|                    |    |                  |         |
| GK                 | 1  | Víctor Valdés    | 90+5'   |
| RB                 | 32 | Collins Fai      |         |
| CB                 | 13 | Alexander Scholz |         |
| CB                 | 33 | Miloš Kosanović  |         |
| LB                 | 27 | Darwin Andrade   | 39'     |
| CM                 | 7  | Giannis Maniatis |         |
| CM                 | 23 | Adrien Trebel    | 7' 75'  |
| AM                 | 17 | Mathieu Dossevi  |         |
| RW                 | 10 | Jean-Luc Dompé   |         |
| CF                 | 18 | Ivan Santini     | 90+3'   |
| LW                 | 22 | Edmilson jr.     | 57' 90' |
| Wisselspelers:     |    |                  |         |
| DF                 | 2  | Réginal Goreux   |         |
| FW                 | 9  | Renaud Emond     | 75'     |
| FW                 | 11 | Benjamin Tetteh  |         |
| MF                 | 15 | Farouk Miya      |         |
| GK                 | 28 | Guillaume Hubert |         |
| MF                 | 30 | Jonathan Legear  | 90+3'   |
| DF                 | 36 | Dino Arslanagic  | 90'     |
| Coach:             |    |                  |         |
| Yannick Ferrera    |    |                  |         |

## Statistieken
De speler met de meeste wedstrijden is in het groen aangeduid, de speler met de meeste doelpunten in het geel.
| Nr. | Naam                     | Jupiler Pro League | Jupiler Pro League | Beker van België | Beker van België | Supercup | Supercup | Champions League | Champions League | Europa League | Europa League | Totaal | Totaal |
| Nr. | Naam                     | Wed                | Goals              | Wed              | Goals            | Wed      | Goals    | Wed              | Goals            | Wed           | Goals         | Wed    | Goals  |
| --- | ------------------------ | ------------------ | ------------------ | ---------------- | ---------------- | -------- | -------- | ---------------- | ---------------- | ------------- | ------------- | ------ | ------ |
| 1.  | Ludovic Butelle          | 18                 | 0                  | 3                | 0                | 0        | 0        | 0                | 0                | 0             | 0             | 21     | 0      |
| 2.  | Davy De fauw             | 20                 | 1                  | 4                | 0                | 1        | 0        | 2                | 0                | 5             | 1             | 32     | 2      |
| 3.  | Timmy Simons             | 34                 | 2                  | 6                | 0                | 1        | 0        | 3                | 0                | 5             | 0             | 49     | 2      |
| 4.  | Óscar Duarte             | 14                 | 0                  | 1                | 0                | 0        | 0        | 4                | 0                | 2             | 0             | 21     | 0      |
| 5.  | Jean-Charles Castelletto | 3                  | 0                  | 0                | 0                | 0        | 0        | 1                | 0                | 0             | 0             | 4      | 0      |
| 5.  | Benoît Poulain           | 7                  | 0                  | 1                | 0                | 0        | 0        | 0                | 0                | 0             | 0             | 8      | 0      |
| 6.  | Claudemir                | 26                 | 2                  | 2                | 0                | 0        | 0        | 2                | 0                | 3             | 0             | 33     | 2      |
| 7.  | Víctor Vázquez           | 14                 | 0                  | 0                | 0                | 1        | 0        | 4                | 1                | 4             | 0             | 23     | 1      |
| 7.  | Wesley Moraes            | 6                  | 2                  | 0                | 0                | 0        | 0        | 0                | 0                | 0             | 0             | 6      | 2      |
| 8.  | Lior Refaelov            | 15                 | 6                  | 5                | 1                | 0        | 0        | 0                | 0                | 1             | 0             | 21     | 7      |
| 9.  | Tom De Sutter            | 4                  | 1                  | 0                | 0                | 1        | 0        | 3                | 0                | 0             | 0             | 8      | 1      |
| 9.  | Jelle Vossen             | 31                 | 14                 | 5                | 1                | 0        | 0        | 0                | 0                | 5             | 1             | 41     | 16     |
| 10. | Abdoulay Diaby           | 32                 | 17                 | 5                | 4                | 1        | 0        | 4                | 0                | 5             | 0             | 47     | 21     |
| 11. | Bernie Ibini-Isei        | 0                  | 0                  | 0                | 0                | 0        | 0        | 0                | 0                | 0             | 0             | 0      | 0      |
| 16. | Sébastien Bruzzese       | 19                 | 0                  | 3                | 0                | 1        | 0        | 3                | 0                | 5             | 0             | 31     | 0      |
| 17. | Leandro Pereira          | 17                 | 0                  | 0                | 0                | 0        | 0        | 0                | 0                | 6             | 0             | 23     | 0      |
| 18. | Felipe Gedoz             | 22                 | 1                  | 4                | 0                | 0        | 0        | 0                | 0                | 3             | 0             | 29     | 1      |
| 19. | Thomas Meunier           | 31                 | 3                  | 5                | 1                | 0        | 0        | 0                | 0                | 6             | 2             | 42     | 6      |
| 20. | Hans Vanaken             | 36                 | 10                 | 6                | 2                | 1        | 0        | 4                | 0                | 4             | 0             | 51     | 12     |
| 21. | Dion Cools               | 5                  | 0                  | 3                | 0                | 0        | 0        | 4                | 1                | 0             | 0             | 12     | 1      |
| 22. | José Izquierdo           | 24                 | 7                  | 6                | 0                | 1        | 0        | 1                | 0                | 5             | 0             | 37     | 7      |
| 24. | Stefano Denswil          | 26                 | 2                  | 3                | 1                | 1        | 0        | 0                | 0                | 4             | 0             | 34     | 3      |
| 25. | Ruud Vormer              | 28                 | 7                  | 5                | 0                | 1        | 0        | 4                | 0                | 4             | 0             | 42     | 7      |
| 27. | Michaël Cordier          | 0                  | 0                  | 0                | 0                | 0        | 0        | 0                | 0                | 0             | 0             | 0      | 0      |
| 28. | Laurens De Bock          | 31                 | 1                  | 4                | 0                | 1        | 0        | 4                | 0                | 4             | 0             | 44     | 1      |
| 30. | Mikel Agu                | 2                  | 0                  | 0                | 0                | 0        | 0        | 0                | 0                | 0             | 0             | 2      | 0      |
| 38. | Sinan Bolat              | 3                  | 0                  | 0                | 0                | 0        | 0        | 1                | 0                | 1             | 0             | 5      | 0      |
| 40. | Björn Engels             | 16                 | 2                  | 4                | 0                | 0        | 0        | 0                | 0                | 1             | 0             | 21     | 2      |
| 42. | Nikola Storm             | 4                  | 0                  | 0                | 0                | 0        | 0        | 0                | 0                | 0             | 0             | 4      | 0      |
| 43. | Sander Coopman           | 5                  | 0                  | 0                | 0                | 0        | 0        | 0                | 0                | 0             | 0             | 5      | 0      |
| 44. | Brandon Mechele          | 18                 | 0                  | 2                | 0                | 1        | 0        | 3                | 0                | 6             | 0             | 30     | 0      |
| 55. | Tuur Dierckx             | 25                 | 5                  | 4                | 0                | 0        | 0        | 3                | 0                | 2             | 0             | 34     | 5      |
| 58. | Obbi Oulare              | 6                  | 1                  | 0                | 0                | 1        | 0        | 2                | 1                | 0             | 0             | 9      | 2      |
| 63. | Boli Bolingoli           | 14                 | 0                  | 1                | 0                | 0        | 0        | 4                | 1                | 3             | 0             | 22     | 1      |

## Individuele prijzen
| Prijs                      | Winnaar            |
| -------------------------- | ------------------ |
| Trainer van het Jaar       | Michel Preud'homme |
| Lifetime Achievement Award | Timmy Simons       |